# Argentyna
Argentyna (hiszp. Argentina, wymowaⓘ [aɾxenˈtina]), oficjalnie Republika Argentyńska (hiszp. República Argentina, wym. [reˈpuβlika aɾxenˈtina]) – państwo w Ameryce Południowej, w południowo-wschodniej części kontynentu, nad Oceanem Atlantyckim. Graniczy z Chile na zachodzie, Boliwią i Paragwajem na północy, Brazylią i Urugwajem na północnym wschodzie. Nazwa „Argentyna” pochodzi od łacińskiego argentum (srebro, plata po hiszpańsku) i jest związana z legendą o górach pełnych srebra, która była powszechna pośród pierwszych europejskich odkrywców Niziny La Platy.
Argentyna zajmuje jedno z najwyższych miejsc w rankingach wskaźnika rozwoju społecznego, PKB per capita i jakości życia pośród krajów Ameryki Łacińskiej. Według statystyk Banku Światowego argentyński produkt krajowy brutto zajmuje 21. miejsce na świecie, a według Międzynarodowego Funduszu Walutowego, biorąc pod uwagę parytet siły nabywczej, argentyńska ekonomia zajmuje 25. miejsce na świecie. Argentyna jest członkiem założycielem Unii Narodów Południowoamerykańskich oraz Mercosur, a także członkiem Organizacji Państw Iberoamerykańskich, Banku Światowego, Światowej Organizacji Handlu. Oprócz tego jest również jednym z trzech krajów Ameryki Łacińskiej wchodzących w skład grupy G20. Według analityków kraj ten zaklasyfikowany jest do rynków wschodzących, ze względu na wielkość, wysoki wzrost gospodarczy, poziom bezpośrednich inwestycji zagranicznych czy eksport w całości wytworzonych usług i towarów. Jest uznawana jako lokalne mocarstwo z bardzo wysokim wskaźnikiem rozwoju społecznego.
Pod względem wielkości Argentyna jest drugim państwem w Ameryce Południowej i ósmym na świecie. Biorąc pod uwagę terytoria, gdzie Argentyna faktycznie sprawuje władzę, jej powierzchnia wynosi 2 780 400 km². Jednakże biorąc pod uwagę także terytoria sporne, do których Argentyna rości pretensje: Falklandy/Malwiny, Georgię Południową, Sandwich Południowy, Islas Aurora wraz z Orkadami Południowymi, Szetlandami Południowymi oraz z częścią Antarktydy zwaną Antarktydą Argentyńską (na mocy traktatu antarktycznego roszczenia te są zamrożone, ale nieanulowane), łączna powierzchnia kraju wynosi 3 761 274 km². To plasowałoby Argentynę jako siódme pod względem wielkości państwo świata.
Ślady pierwszych osadników na terenie dzisiejszej Argentyny sięgają paleolitu. Hiszpańska kolonizacja rozpoczęła się w 1512 roku. W jej wyniku w 1776 roku powstało Wicekrólestwo La Platy, które było częścią hiszpańskiego imperium kolonialnego. 25 maja 1810 roku Argentyna uzyskała de facto niepodległość po odsunięciu ostatniego hiszpańskiego gubernatora i ogłoszeniu Pierwszego Zgromadzenia Narodowego zwanego również Primera Junta. 9 lipca 1816 roku Argentyna formalnie ogłosiła niepodległość w San Miguel de Tucumán. W XIX wieku w Argentynie miały miejsce liczne wojny domowe, które zakończyły się reorganizacją państwa i utworzeniem federacji ze stolicą w Buenos Aires. W drugiej połowie XIX wieku miała miejsce wielka fala emigracji z Europy do Argentyny, która na zawsze wpłynęła na argentyńską kulturę i demografię. Również w tym czasie w Argentynie miał miejsce stabilny wzrost gospodarczy, dzięki któremu na początku XX wieku Argentyna była siódmym krajem na świecie pod względem rozwoju gospodarczego . Mimo tak dużego sukcesu ekonomicznego, po 1930 roku w Argentynie doszło do serii zamachów stanu, które zakończyły się wprowadzeniem demokracji w 1983 roku. Pod koniec lat dziewięćdziesiątych w Argentynie doszło do poważnego kryzysu finansowego, przez co teraz znajduje się ona w kręgu krajów rozwijających się.

## Pochodzenie nazwy

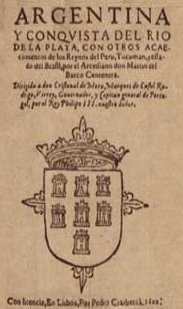
Okładka poematu La Argentina autorstwa Martína del Barco Centenery

Pochodzenie nazwy Argentyna jest związane z legendą o Sierra de la Plata (Srebrne Góry), rozpowszechnioną pomiędzy hiszpańskimi i portugalskimi konkwistadorami. Ci ostatni, z Brazylii – w poszukiwaniu srebra – prowadzili ekspansję w kierunkach południowym i zachodnim, łamiąc Traktat z Tordesillas. Oni to właśnie nazwali wielkie estuarium Río de la Plata, odkryte w 1502 r. przez ekspedycję, w której brał udział Amerigo Vespucci. Później, w 1516 r., dotarł do niego Juan Díaz de Solís; nazwał je Mar Dulce (Morze Świeżej Wody, Morze Rześkie).
Termin Argentyna (łac. argentum = srebro), pojawia się pierwszy raz na mapie weneckiej z 1536. Nazwa Argentyna stała się popularna również z powodu wiersza opublikowanego w 1602 roku przez Hiszpana Martina del Barco Centenera, zatytułowanego „La Argentina”, w którym opisane są region Río de la Plata i założenie miasta Buenos Aires. Nazwa ta pojawia się ponownie w 1612 w dziele „La Argentina manuscrita” Kreola Ruya Díaza de Guzmán.
Jeszcze pod koniec XVIII wieku słowo to było używane powszechnie dla określenia wszystkiego związanego z Río de la Plata, jego doliną, terytorium i ludnością (Dolina la Platy). Na początku odnosiło się do mieszkańców pochodzenia europejskiego urodzonych w tym regionie, później rozszerzyło swe znaczenie na Hiszpanów osiadłych tutaj na stałe.
Rząd Primera Junta użył nazwy Provincias Unidas del Río de la Plata (Zjednoczone Prowincje Rio de La Plata), co zostało przyjęte także przez następne rządy, aż do Kongresu z Tucumán, który proklamował niepodległość Provincias Unidas en Sud América (Zjednoczonych Prowincji w Ameryce Południowej). Nazwa ta została utrzymana w Konstytucji z 1819.
Konstytucja z 24 grudnia 1826 użyła nazwy República Argentina (Republika Argentyńska).
Podczas rządów Juana Manuela de Rosas pozostawały w użyciu między innymi następujące nazwy: Confederación Argentina (Konfederacja Argentyńska), Estados Unidos de la República Argentina (Stany Zjednoczone Republiki Argentyńskiej), República de la Confederación Argentina (Republika Konfederacji Argentyńskiej) i Federación Argentina (Federacja Argentyńska).

## Historia

### Czasy kolonialne i początki niepodległości

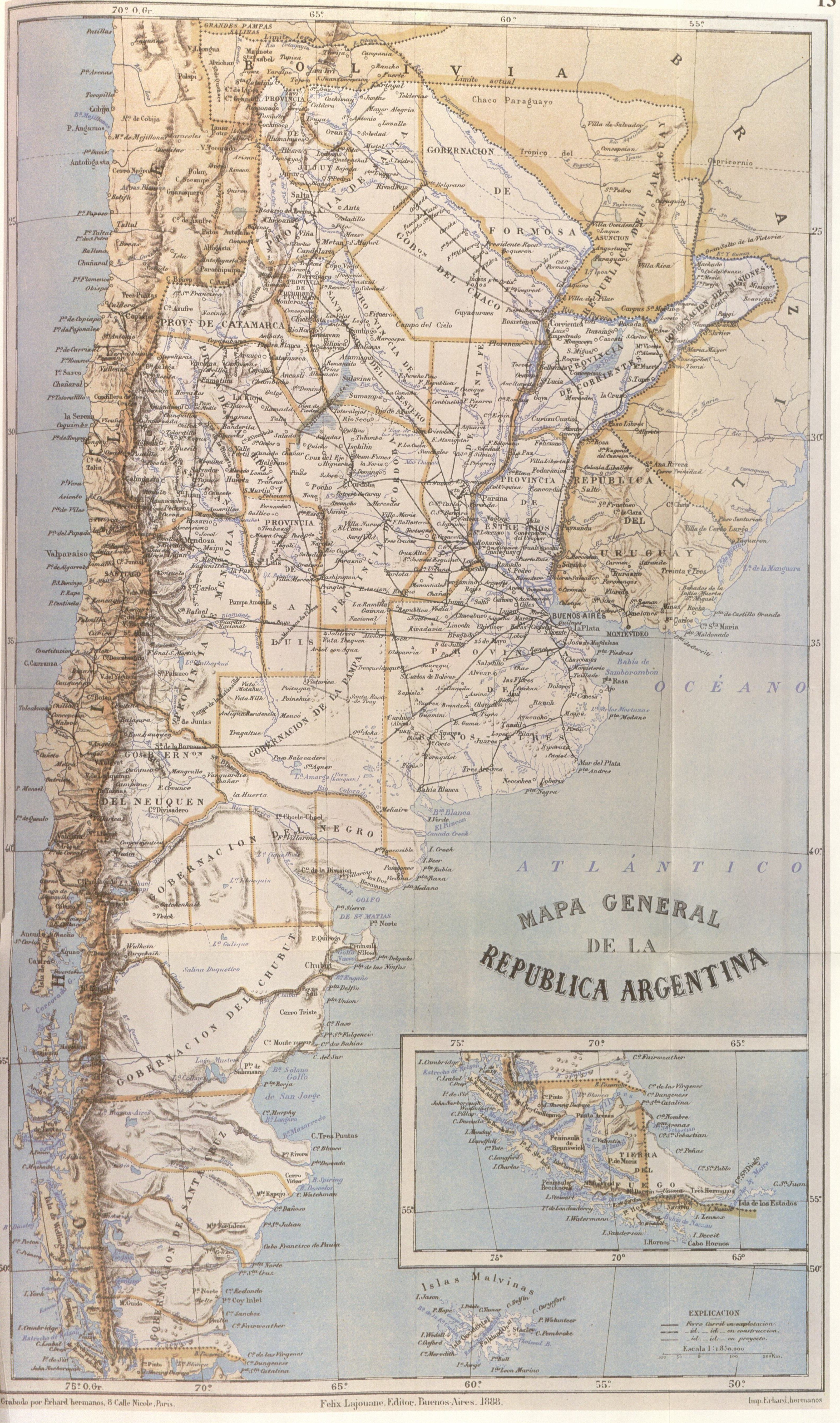
Mapa Argentyny z 1888 r.

Przed przybyciem Europejczyków w 1516 r. terenami obecnej Argentyny władali Indianie. W 1536 Hiszpan Pedro de Mendoza założył Buenos Aires. Do 1776 r. ziemie te leżały w obrębie wicekrólestwa Peru, a następnie weszły w skład wydzielonego wicekrólestwa La Platy ze stolicą w Buenos Aires. W 1806 r. Buenos Aires zostało zaatakowane przez flotę brytyjską. Najeźdźcy zdobyli miasto, jednakże wkrótce zostali pokonani przez armię obywatelską.
W 1810 r. antyhiszpańskie powstanie Kreolów obaliło wicekróla. Odtąd 25 maja obchodzone jest święto narodowe – na cześć rewolucji z 1810 r. W walkach, w których w latach 1814–1815 siłami argentyńskimi dowodził generał José de San Martín, wojska hiszpańskie zostały wyparte z kraju. 9 lipca 1816 r. kongres przedstawicieli prowincji proklamował w San Miguel de Tucumán niepodległość Zjednoczonych Prowincji La Plata. Rocznice tego dnia są obchodzone jako święto niepodległości.
W latach 1835–1852 władzę dyktatorską w Argentynie sprawował generał Juan Manuel de Rosas, obalony w wyniku przewrotu generała Justo Urquizy, który, po wprowadzeniu w 1853 r. systemu federalnego, został w 1854 r. pierwszym prezydentem Konfederacji La Platy. Tymczasową stolicą było Buenos Aires.
W latach 1878–1881 wojska argentyńskie, dowodzone przez generała Julio Argentino Roca, włączyły do Argentyny wschodnią Patagonię. Zachodnią część regionu anektowało Chile w porozumieniu z Argentyną na mocy traktatu z Buenos Aires (1881 rok).

### Początek XX wieku
W XX wieku miały miejsce liczne wojskowe zamachy stanu. Kraj tkwił w permanentnym kryzysie polityczno-gospodarczym. Po zakończeniu I wojny światowej doszło do serii wystąpień rewolucyjnych. W styczniu 1919 roku w stolicy wybuchły zamieszki, które do historii przeszły jako Tragiczny Tydzień. Zamieszki wywołali pracownicy wywodzący się z kręgów związków o profilu anarchistycznym i komunistycznym. Rząd do stłumienia zamieszek wykorzystał policję i wojsko. W tym samym roku na prowincji wybuchł konflikt zwany jako La Forestal, który rozegrał się między pracownikami a właścicielami brytyjskich firm. Również w tym konflikcie rząd zainterweniował poprzez użycie wojska.
W latach 20. do władzy dochodzi Radykalna Unia Obywatelska na czele z prezydentem Hipólitem Yrigoyenem. Jako przedstawiciel interesów polityczno-społecznych klas średnich prezydent realizował reformy społeczne i podejmował działania w celu umocnienia władzy centralnej kosztem władz lokalnych. Za pierwszej kadencji wprowadził wiele liberalnych reform i metodycznie przestrzegał konstytucji, rezygnując ze stanowiska w 1922. Podczas drugiej kadencji zrezygnował z dawnego radykalizmu, a kręgi militarne uzyskały silne poparcie społeczne, które Yrigoyen utracił na skutek brutalnego prześladowania ruchów strajkowych i światowego kryzysu finansowego. Coraz bardziej niepopularny prezydent obalony został przez wojskowy zamach stanu, na czele którego stanął José Félix Uriburu.
Po krótkich rządach wojska w 1938 roku prezydentem został Ramón Castillo, będący kandydatem konserwatystów. Castillo nie cieszył się popularnością rodaków, a do władzy doszedł na skutek fałszerstw wyborczych. Rząd konserwatystów został obalony przez wojsko w 1943 roku. Przywódcą puczu i tymczasowym prezydentem został Arturo Rawson Corvalán, któremu jednak wkrótce władzę odebrali pozostali uczestnicy spisku. Kolejnym prezydentem z ramienia junty został Pedro Ramírez. W obozie wojskowych cały czas trwała walka o władzę. Pretekstem do kolejnego puczu była sytuacja ze stycznia 1944 roku, gdy Ramírez zawiesił stosunki dyplomatyczne z mocarstwami Osi. Został on wówczas obalony na rzecz generała Eldemiro Farrella. W marcu 1945 roku Argentyna dołączyła do koalicji alianckiej. Dużą popularność w rządzie wojskowych zdobył Juan Perón. Perón wziął udział w wyborach prezydenckich z 1945 roku, w których wystartował jako kandydat założonej przez siebie Partii Pracy.

### Pierwszy okres rządów Juana Peróna

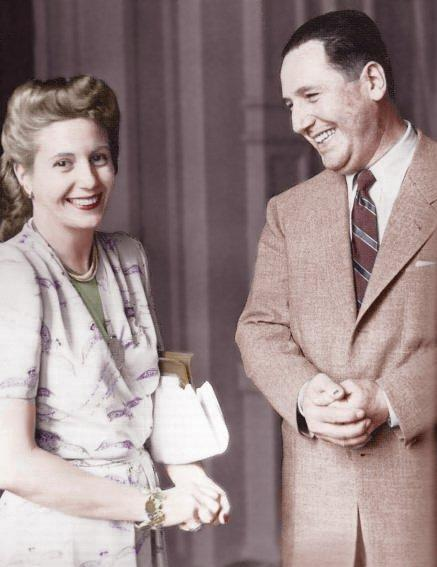
Juan Perón wraz z małżonką Evą Perón podczas swoich rządów w Argentynie

Perón w wyborach z 1945 roku pokonał kandydata wystawionego przez koalicję centrystów z Radykalnej Unii Obywatelskiej, Komunistycznej Partii Argentyny, najbardziej konserwatywnej frakcji Narodowej Partii Autonomistycznej i Partii Socjalistycznej. Prezydentem nominowany został w 1946 roku. Uniknął on uwikłania kraju w zimną wojnę i zrezygnował z wyboru pomiędzy kapitalizmem i socjalizmem. Doradcom ekonomicznym polecił opracowanie planu pięcioletniego. Chcąc uniezależnić gospodarkę argentyńską od wpływów zachodnich, znacjonalizował koleje należące głównie do firm brytyjskich i francuskich. Reformy doprowadziły do wzrostu płac realnych o około 35% do roku 1949, a dochodu krajowego z 40 do 49 procent. Zabezpieczeniami społecznymi objęto niemal wszystkich robotników, a opieka zdrowotna stała się powszechna dla wszystkich obywateli.
W rządzie Peróna znalazło się miejsce zarówno dla bogatych przemysłowców, jak i socjalistów. Prezydent zachęcał związki zawodowe do wywoływania strajków przeciwko pracodawcom, którzy niechętnie przyznawali pracownikom przywileje. Strajki pozwoliły rządowi na dokonanie reformy prawa pracy, jednakże na trwałe nastawiły przeciwko peronistom przedstawicieli dużych przedsiębiorstw. Związki zawodowe przybrały na liczebności z 500 tysięcy do ponad 2 milionów w roku 1950. Na liczebności zyskał przede wszystkim properonistowski CGT, który stał się największym związkiem w kraju. W trakcie pierwszej kadencji prezydenta Partia Pracy przekształciła się w ugrupowanie o nazwie Partia Justycjalistyczna.
Rząd przywrócił stosunki dyplomatyczne z ZSRR. Polityka odnowienia relacji z ZSRR wraz z próbami uzyskania suwerenności gospodarczej spotkały się z oporem USA. Wprowadziły one antyargentyńskie embargo. USA chciały w ten sposób uchronić swoje inwestycje komercyjne w przemyśle naftowym. Rząd USA widział w działaniach rządu Argentyny próbę budowy komunizmu w Ameryce. Rząd argentyński, w obawie o kondycję gospodarki, wynegocjował z amerykańskim ambasadorem uwolnienie argentyńskich aktywów USA w zamian za preferencyjne traktowanie towarów amerykańskich. Perón jako zwolennik zaangażowania odmówił przystąpienia kraju do GATT i Międzynarodowego Funduszu Walutowego. W okresie jego rządów Argentyna przyjmowała licznie uciekających z Europy funkcjonariuszy państw faszystowskich, szczególnie naukowców, których doświadczenia miały pomóc m.in. we wprowadzeniu w Argentynie europejskich technologii i rozwoju naukowym państwa. Jednocześnie umożliwił Żydom awans społeczny, zezwolił na pełnienie przez nich funkcji politycznych oraz nie sprzeciwiał się żydowskiej imigracji do Argentyny.
W 1951 roku Perón ponownie został wybrany na prezydenta kraju, zyskując ponad 60% głosów. Druga kadencja rozpoczęła się dla rządu niekorzystnie ze względu na suszę, która w tym czasie ogarnęła region i wywołała kryzys gospodarczy. Napięta sytuacja doprowadziła do coraz ostrzejszej rywalizacji między rządem a konserwatywną i lewicową opozycją. Perón próbował pozbawić opozycję dostępu do mediów, a dzienniki opozycji zostały zamknięte lub wywłaszczone. Doszło do przypadków bezpośrednich represji. Rząd popadł w konflikt z Kościołem, m.in. w związku z legalizacją rozwodów i prostytucji. Na skutek coraz częstszych kryzysów doszło do rozłamu w łonie samych peronistów. W czerwcu 1955 roku doszło do nieudanej próby zamachu stanu. Trzy miesiące później doszło do kolejnego puczu, który zakończył się sukcesem. Został on określony przez organizatorów jako Revolucion Libertadora, czyli rewolucja wyzwoleńcza. Organizatorami puczu byli nacjonalistycznie i katolicko nastawieni oficerowie wojska – Eduardo Lonardi, Pedro Eugenio Aramburu i Isaac Rojas. Centrum antyrządowego puczu była Kordoba. Perónowi udało się uciec z kraju samolotem. Udał się wówczas do Wenezueli, a następnie do Hiszpanii rządzonej przez gen. Francisco Franco.

### Okres poperonistowski
Władzę do lat 70. objęły kręgi związane z konserwatystami i elitami ziemiańskimi. Kryzys gospodarczy związany z przewrotem doprowadził do wzrostu ceny dolara z czterech do trzydziestu pesos oraz pięciokrotnego wzrostu cen produktów. Na czele reżimu argentyńskiego stanął Pedro Eugenio Aramburu, który zdelegalizował organizacje peronistowskie. W odpowiedzi na represje antyperonistowskie, grupa wojskowych o poglądach centrowych i peronistowskich zorganizowała próbę zamachu stanu, która odbyła się w czerwcu 1956 roku. Puczyści na czele z generałem Juanem José Valle zostali schwytani, a 27 organizatorów buntu zostało straconych.
W 1958 roku odbyły się wybory prezydenckie, w których wygrał umiarkowany Arturo Frondizi, będący kandydatem rozłamowców z Radykalnej Unii Obywatelskiej. Frondizi nie zrealizował obiecywanego przed wyborami programu przywrócenia swobód demokratycznych w kraju. Po wyborach z 1962 roku Frondizi został zmuszony do rezygnacji przez wojskowych.
Kolejnym prezydentem wybranym w wyborach został Arturo Umberto Illia, który został odsunięty od władzy przez Unię Ludową w 1965 roku. W połowie lat 60. doszło do odrodzenia rządów dyktatorskich. Tym razem na ich czele stanął Juan Carlos Onganía, który prowadził politykę represji wobec ruchu pracowniczego. W maju 1969 roku doszło do antyrządowego powstania Cordobazo, inspirowanego wydarzeniami we Francji w maju 1968 roku. Z wydarzeniami z Kordoby zbiegły się zamieszki studenckie w Rosario (Rosariazo). W latach 60. zaczęły mnożyć się organizacje partyzanckie i paramilitarne, tj. Montoneros, będące grupami lewicowo-nacjonalistycznych peronistów. Na liczebności zyskały także faszyzujący Nacjonalistyczny Ruchu Tacuara (z czasem wielu jego członków pod wpływem rewolucji kubańskiej zbliżyło się do marksizmu) oraz Rewolucyjna Armia Ludu.
W 1973 roku do wyborów dopuszczono peronistów. 25 maja urząd prezydenta kraju objął lewicowy peronista Héctor José Cámpora zwany przez sympatyków ruchu jako El Tío, czyli wujek, ustąpił on jednak w celu umożliwienia Perónowi powrotu do władzy i zorganizował kolejne wybory w październiku 1973. W trakcie krótkich rządów udzielił on amnestii dla więźniów politycznych, sprzeciwiał się wpływom prawicowych peronistów oraz zmienił kurs polityki zagranicznej Argentyny poprzez wsparcie rządu kubańskiego w walce z amerykańskim embargiem. Perón powrócił do Argentyny w czerwcu 1973. Na lotnisku witały go trzy miliony ludzi. Powitanie przywódcy stało się obiektem zamachu terrorystycznego w wyniku którego zginęło 13 zwolenników prezydenta, a 365 zostało rannych. Za zamach odpowiedzialne były grupy skrajnej prawicy.

### Drugie rządy Peróna i prezydentura Izabelity
Wybory w październiku 1973 okazały się sukcesem Peróna, który uzyskał 62% głosów i został po raz trzeci wybrany na prezydenta Argentyny. Wiceprezydentem została jego trzecia żona, Isabel Martínez de Perón, zwana Izabelitą. W trakcie krótkiej kadencji prezydenta doszło do poprawy sytuacji gospodarczej. Prezydent ponownie zastosował interwencyjną politykę społeczną i gospodarczą, podobną do tej prowadzonej w latach 40. Przeprowadził nacjonalizację banków i przedsiębiorstw innych branż oraz wprowadził ograniczenia na zagraniczne inwestycje. Ożywienie gospodarcze zaprzepaścił kryzys naftowy, który zmusił rząd do polityki oszczędności oraz doprowadził do gwałtownego wzrostu inflacji.
Krótki okres na urzędzie prezydenta naznaczyły walki wśród jego zwolenników i gwałtowny wzrost terroryzmu, za który w części odpowiadali lewicowi i skrajnie prawicowi peroniści. Kryzys ten spowodowany był represjami wobec lewicy ze strony czołowych postaci CGT, części sił zbrojnych oraz radykałów prawicowych w szeregach Partii Justycjalistycznej, a zwłaszcza faszyzującego doradcy prezydenta, José Lópeza Regi. López Rega został awansowany do roli ministra opieki społecznej. W praktyce jego pozycja zwiększyła się poza kompetencje ministra. Rega utworzył Triple A, czyli Antykomunistyczny Sojusz Argentyński, pełniący funkcję organizacji terrorystycznej, która eliminowała w fizyczny sposób lewicową oraz umiarkowaną opozycję.
25 września doszło do rozłamu między Perónem a lewicą. Przyczyną było zabójstwo umiarkowanie konserwatywnego sekretarza generalnego CGT, José Ignacio Rucciego, który zginął w zasadzce, o której zorganizowanie oskarżono lewicowych bojowników. Sprawcy zabójstwa nie zostali wykryci, a sprawa do dzisiaj pozostaje nierozwiązana. Po zabójstwie sekretarza generalnego Perón wykorzystał Lópeza Rege do eliminacji lewicowej opozycji. Represje ze strony prawicowych peronistów i rządu tylko zmobilizowały siły lewicowe, które przystąpiły do ofensywy. Rewolucyjna Armia Ludu rozpoczęła regularną kampanię antyrządową – 19 stycznia dokonała ataku na koszary w Azul w prowincji Buenos Aires oraz wywołała zbrojne powstanie w wiejskim regionie Tucuman. 1 lipca 1974 roku prezydent zmarł w wyniku choroby.
Następczynią Peróna na urzędzie prezydenta została Izabelita. Zwiększyła ona wpływy skrajnej prawicy skupionej wokół Lópeza Regi, co tylko zwiększyło terror wobec opozycji i w konsekwencji zwiększyła nasilenie lewicowej rebelii. W 1976 roku Isabela Peron została obalona przez wojsko, na czele którego stanął Jorge Rafael Videla.

### Okresy junty i powrotu do demokracji
Swoją formę rządów wojskowi nazwali Proceso de Reorganización Nacional (Narodowy Proces Reorganizacji). Pod rządami Videli wojsko otrzymało szerokie uprawnienia, w tym prawo do aresztowania, zatrzymywania, torturowania, a nawet zabijania politycznych przeciwników. W wyniku tego naruszanie praw człowieka było w Argentynie na porządku dziennym. Ofiarami terroru padali zarówno partyzanci oraz ludzie podejrzani o wrogość wobec reżimu. 16 września 1976 roku doszło do tzw. nocy ołówków. Porwano wówczas grupkę młodzieży protestującą przeciwko podwyżce biletów uczniowskich. Część z porwanych w wieku od 16 do 18 lat zaginęła. Całość terroru wobec opozycji określana jest jako brudna wojna. Szwadrony śmierci wspólnie z innymi dyktaturami Ameryki Południowej wzięły udział w operacji Kondor.

### Kryzys finansowy i sytuacja polityczna w latach 1999–2002

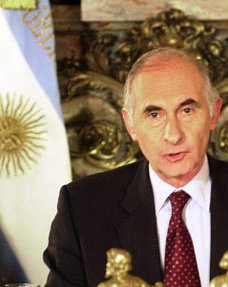
Prezydent Fernando de la Rúa wygłasza przemówienie w państwowej telewizji

W grudniu 1999 prezydentem Argentyny został Fernando de la Rúa, startujący z ramienia Radykalnej Unii Obywatelskiej. Zastąpił on Carlosa Menema, najdłużej rządzącego w historii Argentyny szefa państwa. Jego działania mające na celu redukcję deficytu i długu publicznego były oparte na cięciach w sektorze publicznym. W 2001 roku ministrem gospodarki został były minister z czasów prezydenta Carlosa Menema, Domingo Cavallo. Krótko po objęciu urzędu ogłosił on zamrożenie depozytów bankowych w celu uniknięcia paniki bankowej, co wywołało falę protestów i przyczyniło się do dymisji prezydenta de la Rúa 20 grudnia 2001 roku.
W ciągu dwóch tygodni rządy sprawowało kilku prezydentów, w tym przez krótki okres Adolfo Rodríguez Saá, który ogłosił niewypłacalność państwa i ogłosił tymczasowe wstrzymanie spłaty długu zagranicznego.
2 stycznia 2002 roku parlament wybrał Eduardo Duhalde z Partii Justycjalistycznej jako tymczasowego prezydenta. Jego rząd zdewaluował peso o 200%, kończąc tym samym sztucznie ustalony kurs wymiany pomiędzy peso i dolarem. Państwo przybrało nową politykę, która opierała się na industrializacji. Celami były zmniejszenie importu oraz zwiększenie eksportu i nadwyżki budżetowej. W efekcie pod koniec 2002 roku stan gospodarki zaczął się stabilizować. W tym czasie ubóstwo dotknęło 56% populacji, a bezrobocie sięgnęło 26%.

### Prezydentura Néstora Kirchnera

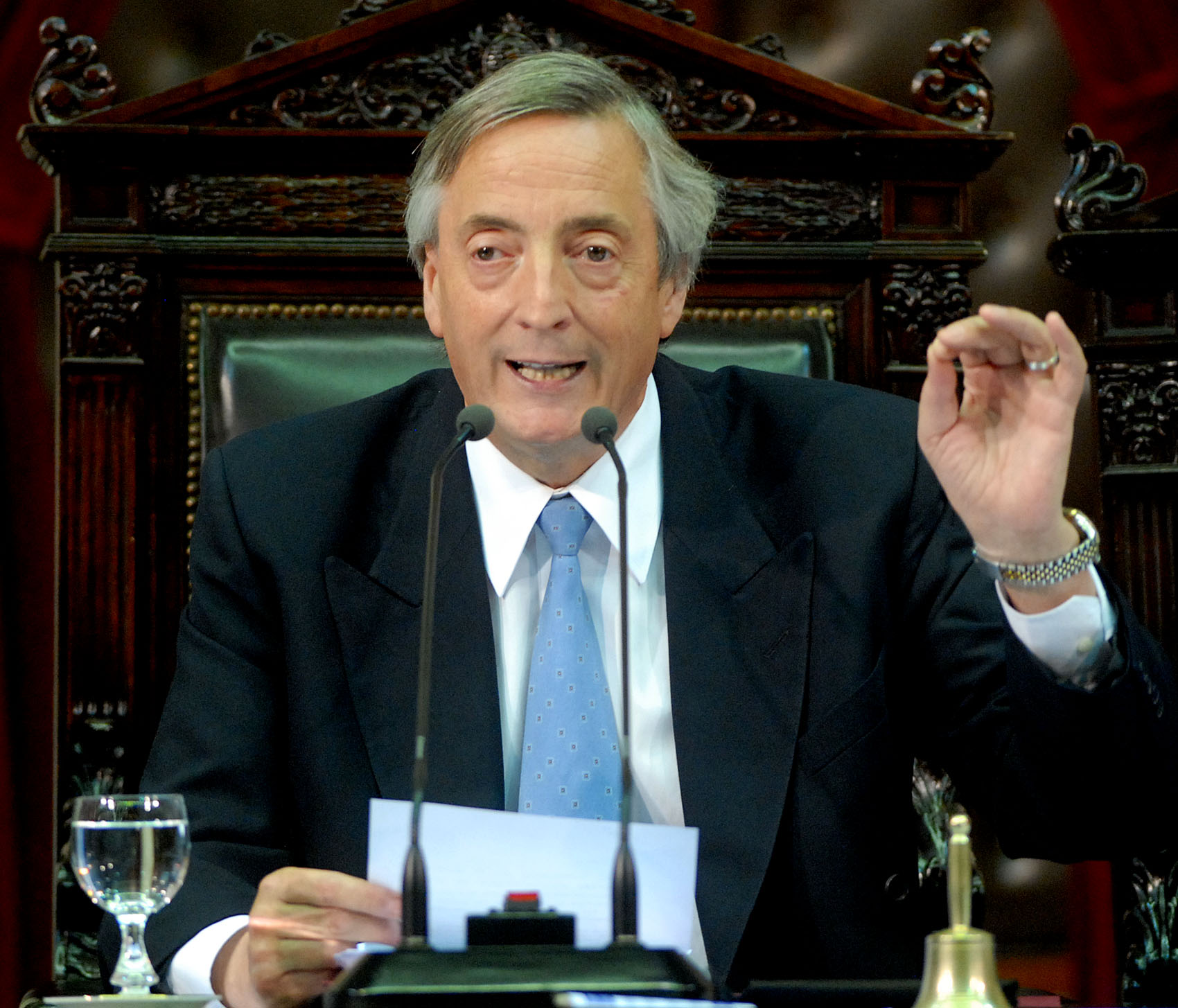
Néstor Kirchner, prezydent Argentyny w latach 2003–2007 i Sekretarz Generalny Unii Narodów Południowoamerykańskich aż do jego śmierci w 2010 roku

W 2003 na prezydenta Argentyny wybrano Néstora Kirchnera z ramienia Frontu na rzecz Zwycięstwa. Zreformował on działanie Sądu Najwyższego i pozwolił na ponowne rozpatrzenie spraw o naruszenie praw człowieka z czasów dyktatury. W polityce zagranicznej sprzeciwiał się on powstaniu Strefy Wolnego Handlu Obu Ameryk, co doprowadziło do porzucenia planów utworzenia takiej strefy.
Od strony gospodarczej Néstor Kirchner rozpoczął spłacanie argentyńskiego długu w Międzynarodowym Funduszu Walutowym i innych długów zewnętrznych. Rozpoczął też nacjonalizację części przedsiębiorstw. Argentyna doświadczyła znacznego wzrostu gospodarczego i spadku bezrobocia. Reaktywowano sektory rolniczy, metalurgiczny, petrochemiczny i budowlany. W wyniku inflacji, która towarzyszyła odbudowie gospodarczej, związki zawodowe rozpoczęły negocjacje mające na celu zwiększenie płac. Rząd obniżył wydatki na pomoc wprowadzoną w 2002 roku, zwiększając wydatki na ubezpieczenia społeczne.

### Prezydentura Christiny Fernández de Kirchner
28 października 2007 wybory prezydenckie wygrała Cristina Fernández de Kirchner, zdobywając 44,9% głosów. Jest drugą kobietą po Isabel Perón (1974–1976) na tym stanowisku, jednak pierwszą wybraną w wyniku wyborów powszechnych. Jej przeciwnikiem był radykalny Julio Cobos. Fernández de Kirchner zapoczątkowała tworzenie Unii Narodów Południowoamerykańskich, której jako pierwszy przewodniczył jej mąż, Néstor Kirchner. Założyła ona także Ministerstwo Nauki, Technologii i Innowacji, znacjonalizowała fundusze emerytalne oraz Aerolíneas Argentinas, utworzyła fundusz pomocy dla bezrobotnych, dopuściła do zalegalizowania związków partnerskich i zastąpienia prawa o mediach z czasów Videla nowym. W tym czasie doszło również do konfliktu ze sektorem rolniczym, który poskutkował masowymi protestami przeciwko podniesieniu podatku na eksport soi oraz słonecznika.
W wyborach prezydenckich z 23 października 2011 roku Cristina Fernández de Kirchner została wybrana na drugą kadencję z poparciem 54% wyborców. Jej oponentem podczas kampanii prezydenckiej był Amado Boudou. Podczas drugiej kadencji Fernández de Kirchner przywróciła we władanie skarbu państwa 51% argentyńskiego koncernu naftowego YPF. Dopuściła też do uchwalenia prawa o wolności identyfikacji seksualnej. Wtedy też w całej Argentynie doszło do manifestacji ulicznych, zwanych „N8”, przeciwko rządom prezydentki. Manifestacje zostały zapoczątkowane na portalach społecznościowych.
Według danych Banku Światowego, Ameryka Łacińska wraz z Argentyną przeszła znaczną zmianę pod względem struktury społeczeństwa na początku XXI wieku. Charakteryzuje się ona zmniejszeniem poziomu ubóstwa i zwiększeniem liczby ludzi budujących klasę średnią. W przypadku Argentyny, według danych Banku Światowego, pomiędzy 2003 i 2009 rokiem klasa średnia powiększyła się z 9,3 miliona do 18,6 miliona (co stanowi 45% całej populacji).
W kwietniu 2023 prezydent Alberto Fernández zapowiedział, że nie będzie się ubiegał o następną kadencję. 19 listopada 2023 wybory prezydenckie wygrał libertariański outsider Javier Milei uzyskując blisko 56% głosów wobec 44% kandydata rządzącej koalicji Sergio Massa. 10 grudnia 2023 Javier Milei został zaprzysiężony na prezydenta Argentyny.

## Geografia

### Krainy geograficzne Argentyny

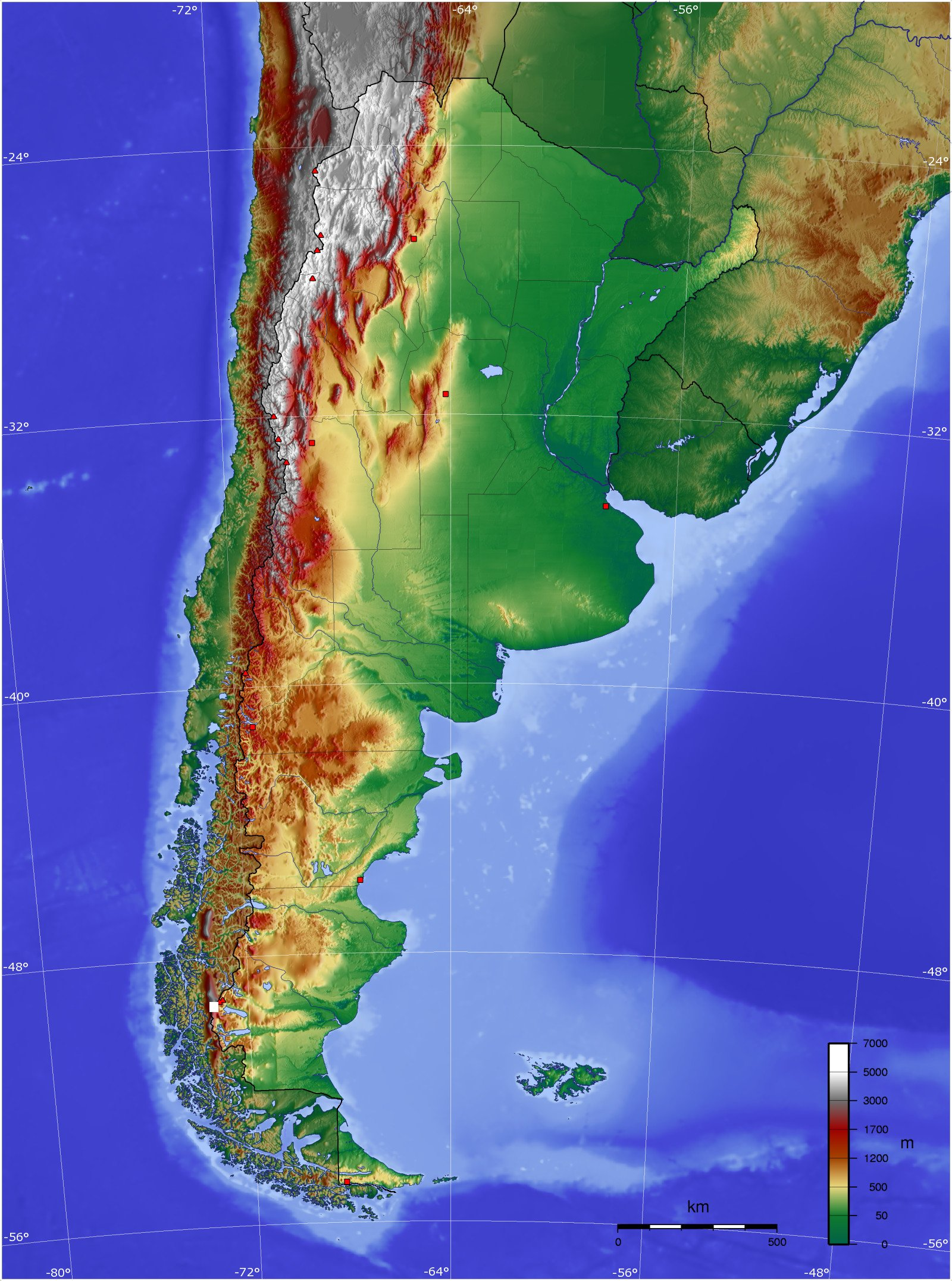

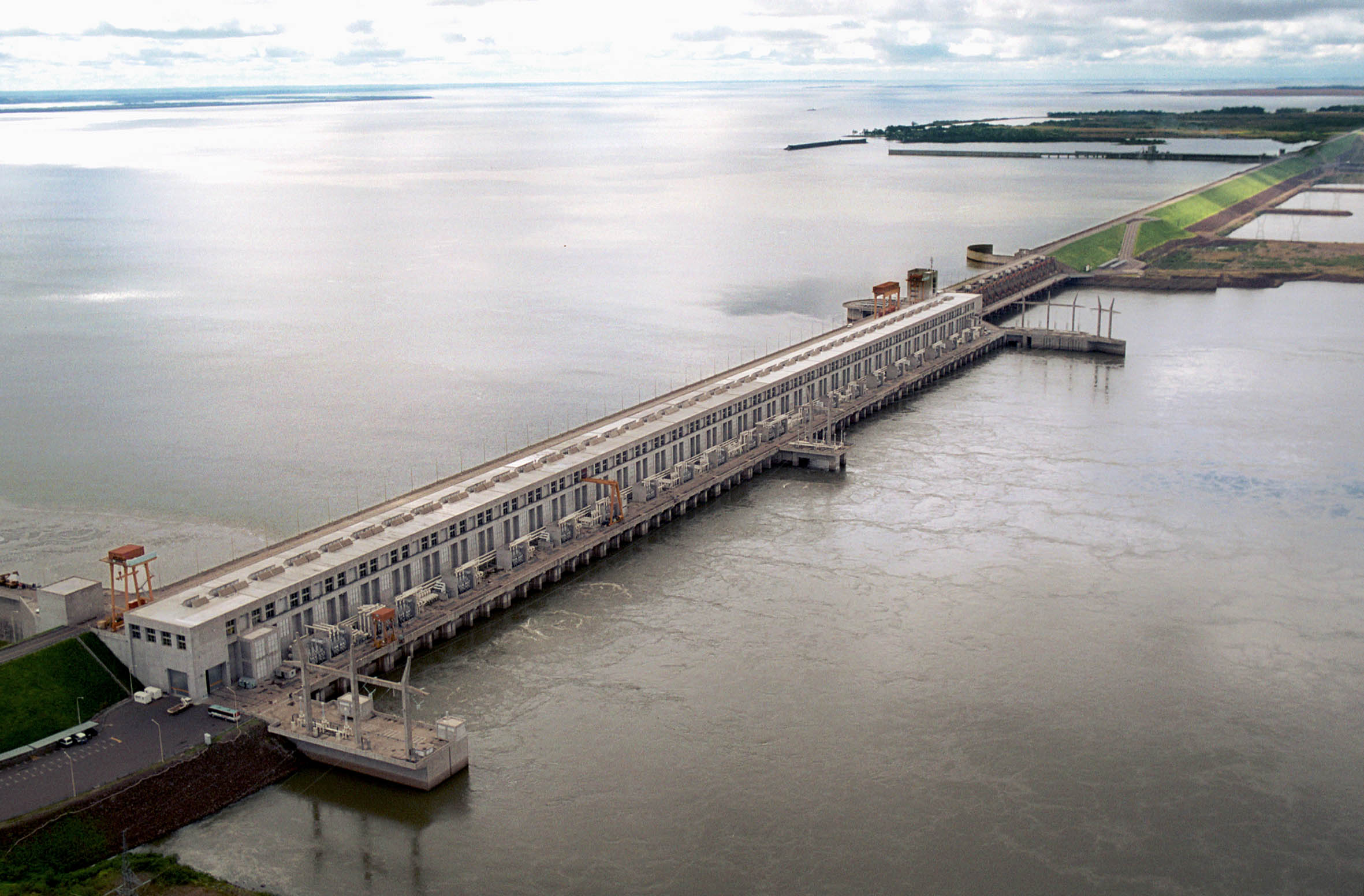
Yaciretá jest drugą pod względem wielkości zaporą wodną na świecie

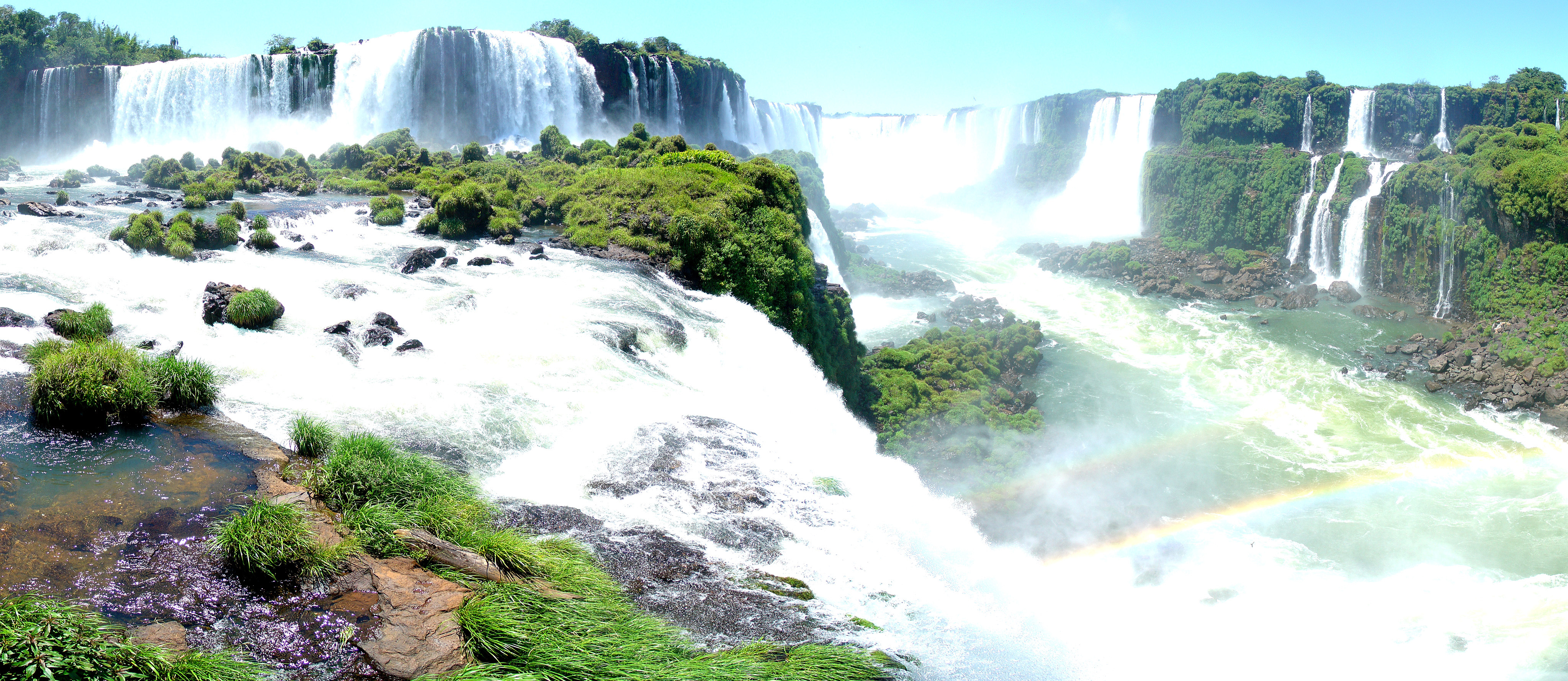
Wodospady Iguaçu

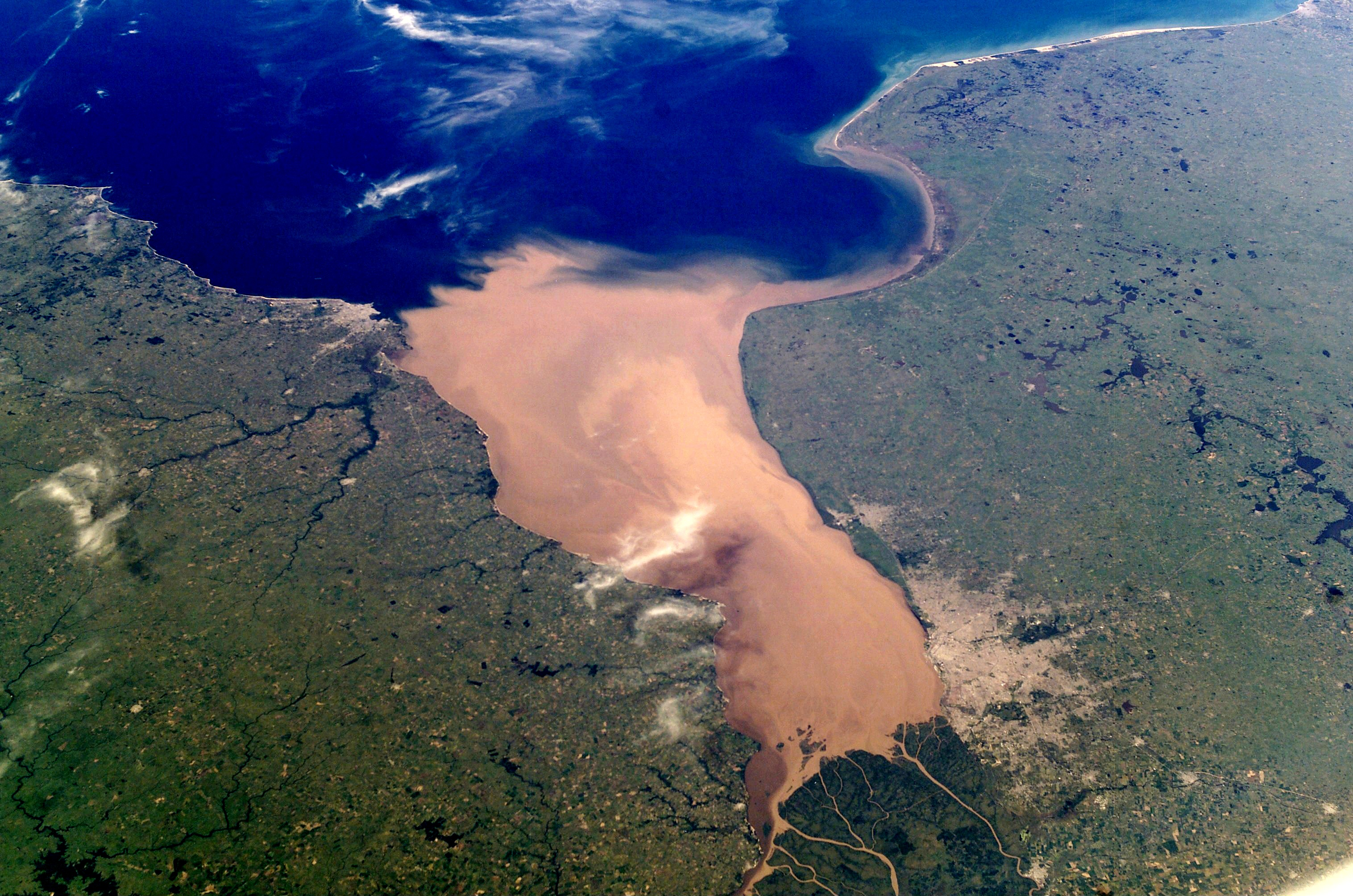
Estuarium La Platy

Argentyna zajmuje południową część kontynentu południowoamerykańskiego od Atlantyku na wschodzie po graniczne Andy Patagońskie na zachodzie. Państwo z północy na południe ma 3700 km, a ze wschodu na zachód (w najszerszym miejscu) 1400 km.
W Andach Patagońskich wyróżnia się dwa główne pasma: Kordylierę Główną i Kordylierę Nadbrzeżną. Są to góry o ostrej rzeźbie ukształtowanej przez lodowce, a jednocześnie obszar aktywny sejsmicznie. W Kordylierze Głównej wznosi się najwyższy szczyt Ameryki Południowej, Aconcagua (6959 m n.p.m.). W Andach Patagońskich znajdują się liczne lodowce. Środkowa część tego pogórza to Cuyo.
Północno-zachodnią część Argentyny zajmuje śródgórski płaskowyż Puna de Atacama. Wznosi się on średnio na 3800 m n.p.m. Otaczają go 6-tysięczne wzniesienia wulkaniczne. Jest to teren pustynny i kamienisty. Występują tu także solniska i salares – okresowe słone jeziora.
W północno-wschodniej części kraju rozciąga się rozległa dolina trzech wielkich rzek, Paragwaju, Parany i Urugwaju, zwana Niziną La Platy. Część zachodnia tego obszaru to Gran Chaco, równina lessowa z ciernistymi zaroślami sawanny. Wschodnią część regionu stanowi Międzyrzecze, zwane również Mezopotamią Argentyńską. Rozpościera się ona między rzekami Paraną i Urugwajem. Północną granicę wyznacza rzeka Iguaçu z uznawanymi za najpiękniejsze na świecie wodospadami Iguaçu (hiszp. Cataractas del Iguazú).
Środkową i północno-zachodnią część Argentyny stanowi nizinna i żyzna Pampa, która od południa sąsiaduje z miejscami pofałdowanym, bogatym w ropę, płaskowyżem Patagonii. Jest to lessowa równina, stanowiąca najważniejszy obszar rolniczy kraju. W części południowej wznosi się izolowane pasmo gór Sierra de la Ventana (1243 m n.p.m.).
Najdalej na południe położoną krainą geograficzną Argentyny jest Wyżyna Patagońska. Jest to skalisty i suchy płaskowyż o charakterze półpustyni. Porozcinany jest głębokimi dolinami rzek. Dochodząc do Oceanu Atlantyckiego wyżyna tworzy wysokie, skaliste wybrzeże klifowe z licznymi zatokami. Dalej na południe leży już subpolarny archipelag Ziemi Ognistej, należący w większości do Chile. Do Argentyny należą wschodnia część górzystej (1036 m n.p.m.) Wielkiej Wyspy oraz niewielka Isla de los Estados. Na kontynencie granica argentyńsko-chilijska biegnie nieco na południe od wpadającej do Atlantyku rzeki Rio Gallegos.
- Długość granic lądowych: 9665 km
  -  Chile 5150 km
  -  Paragwaj 1880 km
  -  Brazylia 1224 km
  -  Boliwia 832 km
  -  Urugwaj 579 km
- Długość wybrzeża: 4989 km
- Najwyższy punkt: Aconcagua 6962 m n.p.m.
- Najniższy punkt: Laguna del Carbón w Santa Cruz, 105 m p.p.m.[76]
- Największą rzeką jest Parana, która z rzeką Urugwaj tworzy estuarium La Platy.

### Klimat
Klimat Argentyny jest bardzo zróżnicowany: od podzwrotnikowego morskiego na północnym wschodzie, przez podzwrotnikowy kontynentalny i umiarkowany ciepły bardziej na południu, po subpolarny na Ziemi Ognistej. Warunki pogodowe są zależne od regionu tego kraju. Na północy lata charakteryzują się bardzo gorącym i wilgotnym klimatem z umiarkowanymi suchymi zimami, a także okresowymi suszami. W centrum kraju natomiast obserwuje się gorące lata i chłodne zimy. Na południu lata są ciepłe, a zimy zimne z obfitymi opadami śniegu. Tak ogromne zróżnicowanie klimatyczne Argentyny spowodowane jest przede wszystkim dużą rozciągłością południkową kraju.
Występują częste, silne, zimne wiatry – pampero – oraz burze, które są zjawiskiem dość częstym. Średnia temperatura powietrza i średnia suma opadów w stolicy kraju wynoszą: w styczniu 24 °C i 104 mm, w lipcu 10 °C i 61 mm. Roczna suma opadów atmosferycznych w Argentynie wynosi: 1600 mm w północno-wschodniej części państwa, 50 mm na Punie Atakamskiej, od 2000 do 6000 mm w Andach oraz 200 mm w Patagonii.
Ekstremalne temperatury, jakie dotychczas odnotowano w całej Ameryce Południowej, należą właśnie do miejsc w Argentynie. Najcieplej do tej pory było w mieście Rivadavia (w prowincji Salta). Temperatura wyniosła tam 48,8 stopni Celsjusza, natomiast najzimniej w Sarmiento (w prowincji Chubut) – −32,7 stopnie. Charakterystyczne są również wiatry lokalne. Należy do nich zimny i suchy pampero, wiejący nad Patagonią. W ciągu godziny może obniżyć temperaturę o 15 °C. Zonda – to wiatr bardzo suchy i gorący, z temperaturą do 40 °C.

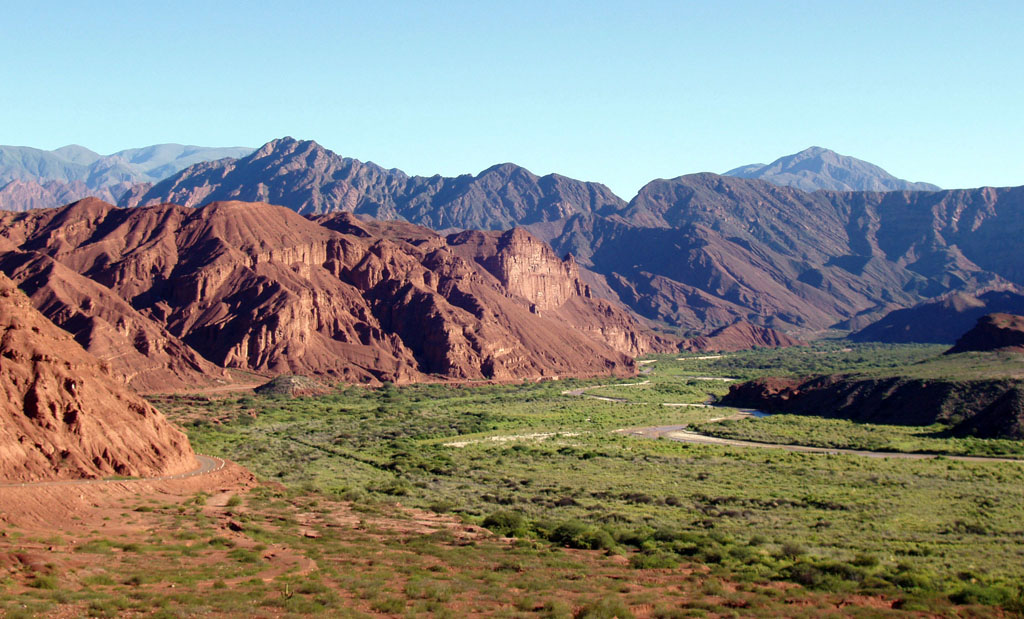
Północno-zachodnie tereny kraju w prowincji Salta
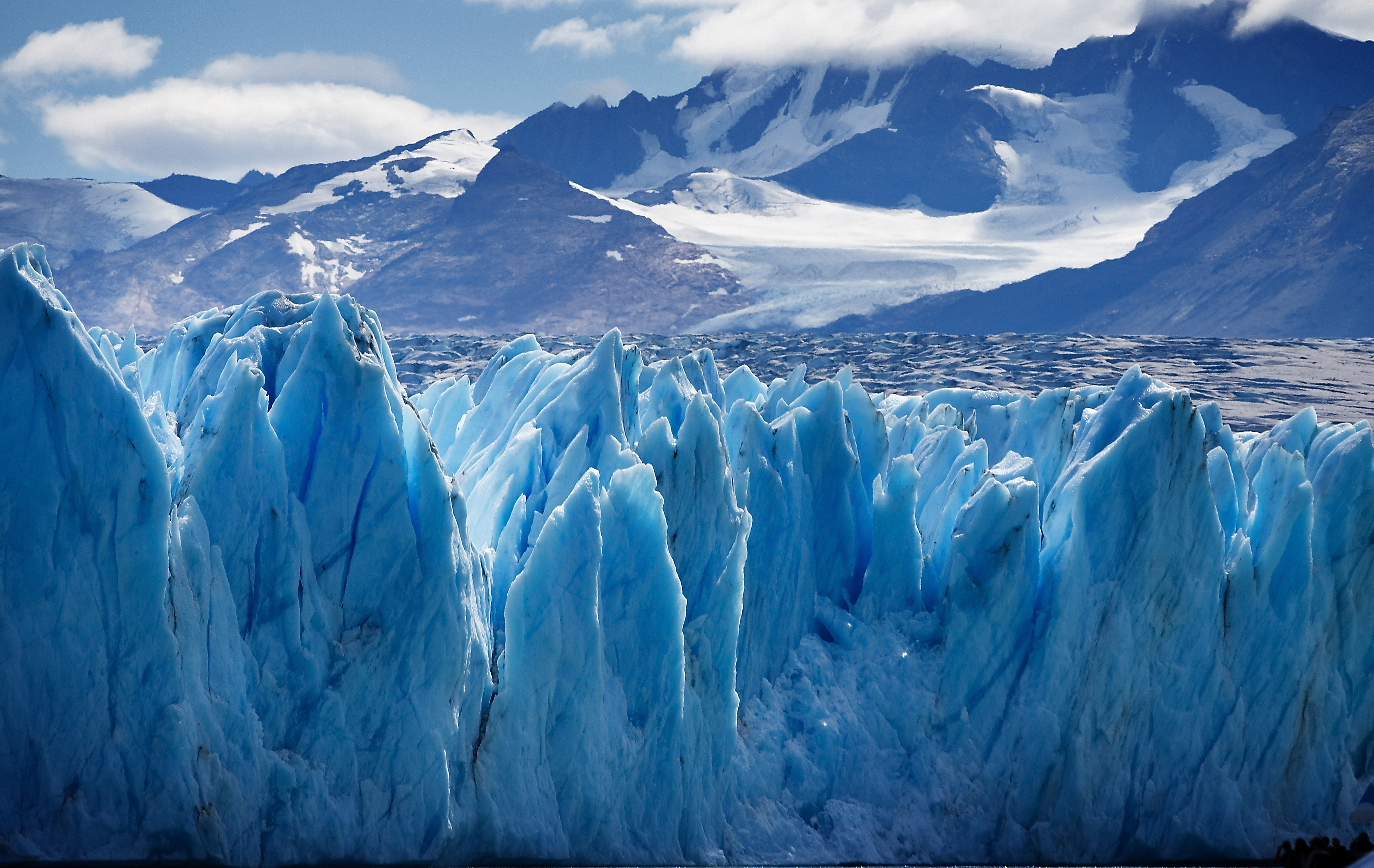
Lodowiec Upsala
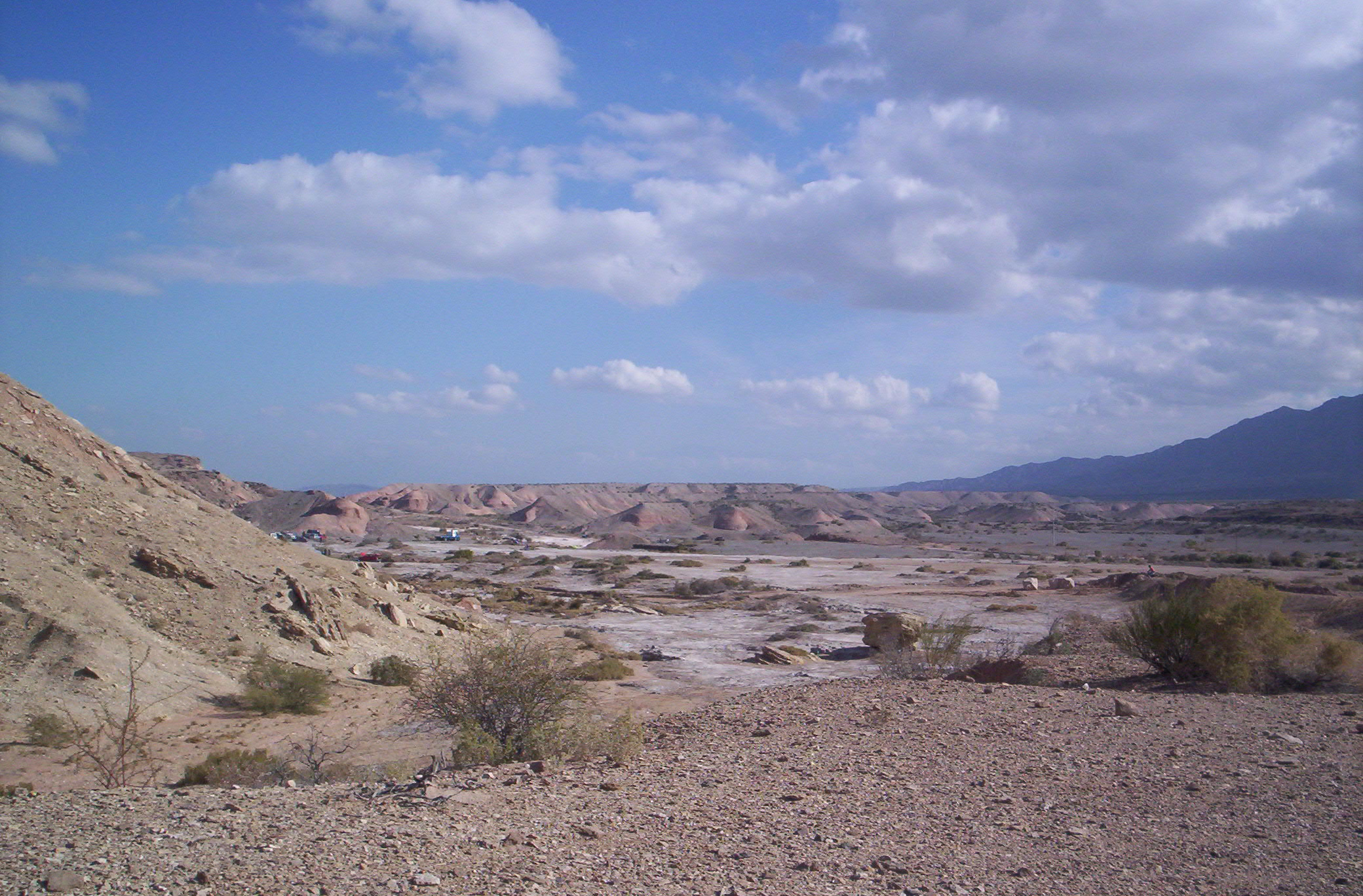
Pejzaż prowincji San Juan
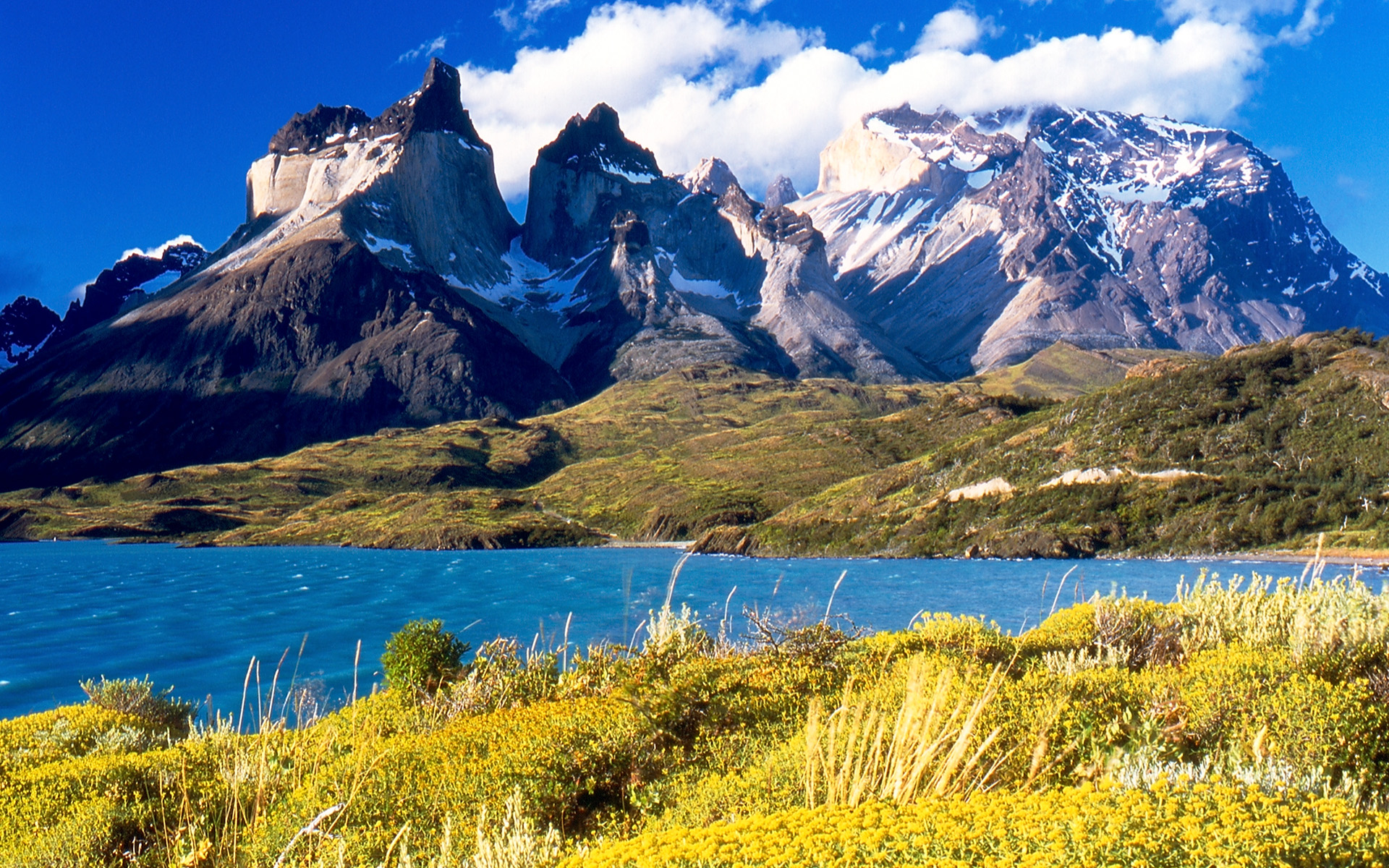
Patagonia

### Sieć rzeczna
Najważniejszymi rzekami kraju są Parana, Paragwaj (rzeka), Salado i Urugwaj. La Plata, która jest wspólnym ujściem Parany i Urugwaju o szerokości 220 km przy oceanie, jest swego rodzaju słodkowodnym zalewem morskim (estuarium). Większość rzek na terenach górskich charakteryzuje się wysokimi przepływami. W korytach rzek występują natomiast liczne progi skalne. Pozwala to wykorzystać potencjał energetyczny tych rzek. Aż ⅓ powierzchni kraju zajęta jest przez obszary bezodpływowe. Występują na nich okresowe rzeki i jeziora oraz zmiennych rozmiarów solniska. W Andach Patagońskich występuje ponad 400 jezior pochodzenia tektoniczno-polodowcowego, z których największe, Buenos Aires, ma powierzchnię 2240 km².

### Flora i fauna
Światy roślinny i zwierzęcy kraju są bardzo różnorodne. Wyżyny porastają przede wszystkim zarośla, karłowate krzewy i roślinność trawiasta. Występuje roślinność półpustynna (puna), sawannowa (kebraczo, monte), stepowa i górska. W wilgotnych lasach występują gigantyczne cedrzyńce i drzewa wawrzynu. Rośliny subtropikalne występują w Gran Chaco na północy kraju, również w tym samym rejonie występują Kebraczo i m.in.: szarańczyn strąkowy. Sawanna reprezentowana jest przez roślinność charakterystyczną dla tej formacji roślinnej. W środkowej części kraju dominują prerie. Zachodnia pampa ze względu na suchość i mniejszą liczbę opadów porośnięta jest krótkimi trawami i krzewami. Spośród reprezentantów fauny żyją tu zwierzęta typowe dla Ameryki Południowej, m.in. lamy, małpy, jaguary, pancerniki i węże. Ptaki reprezentują tukany, kolibry, papugi i nandu. W licznych strumieniach żyją różne gatunki ryb, spotyka się tu zwłaszcza w rzekach również piranie. Wzdłuż wybrzeża żyją otarie (uchatki patagońskie). W Argentynie znajdują się liczne obszary chronione, m.in. parki narodowe: Iguazú, Lanín, Nahuel Huapi czy Los Glaciares. W okolicach Mar del Plata żyją swobodnie wylegujące się na słońcu lwy morskie.

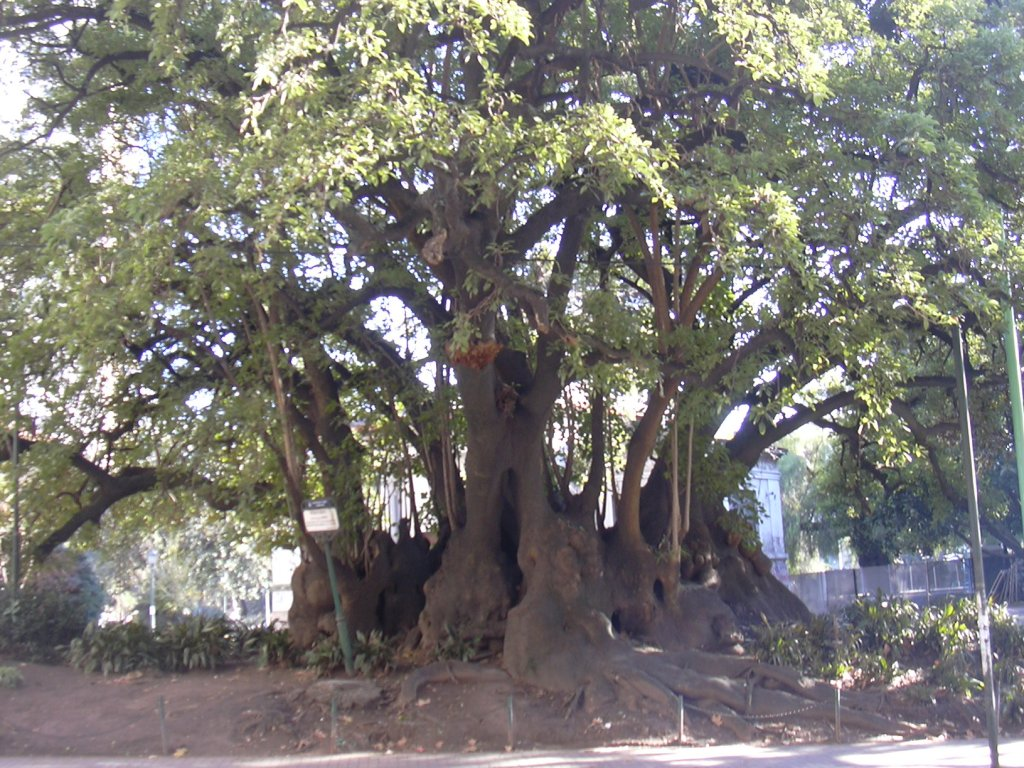
Ombú
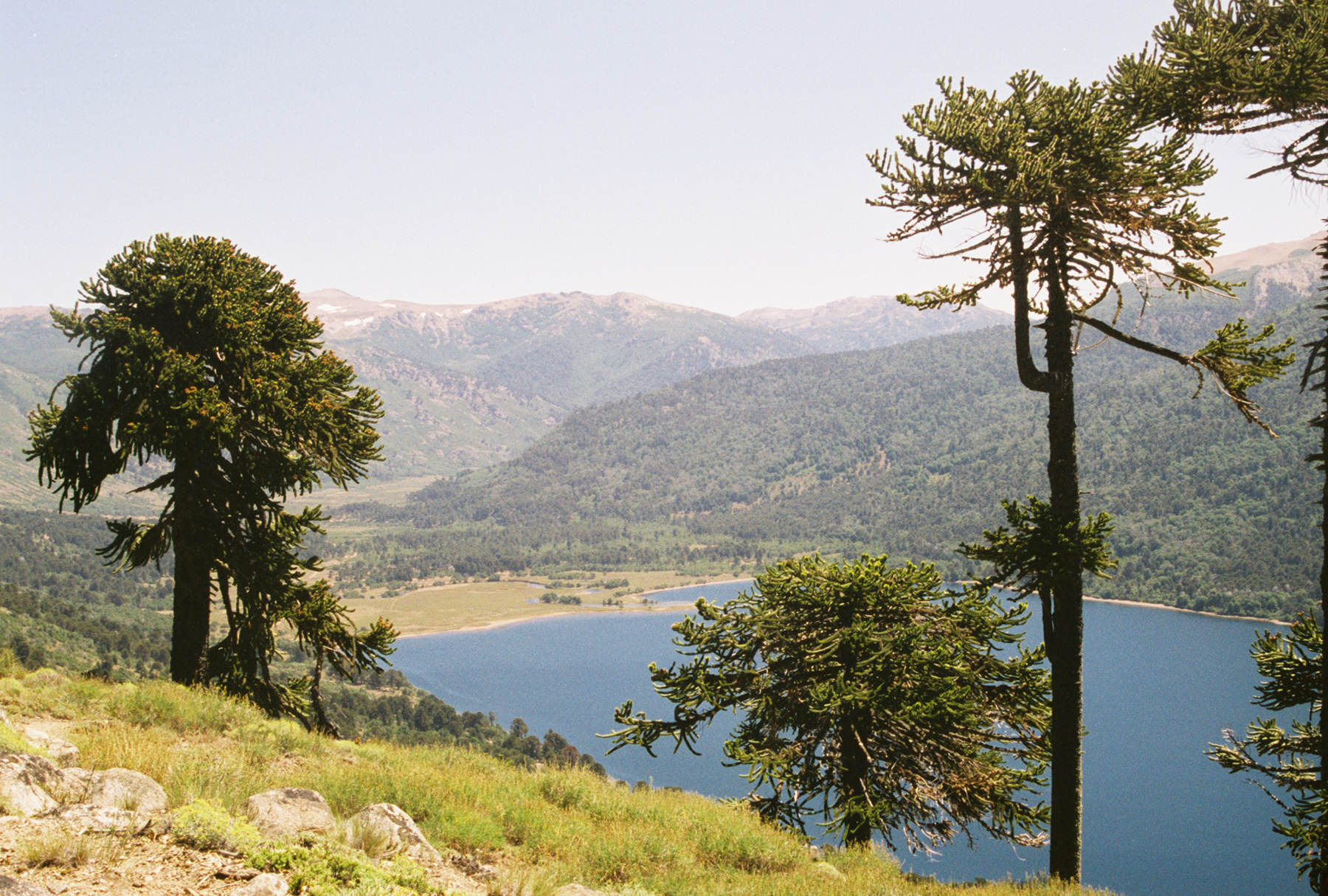
Park Narodowy Lanin
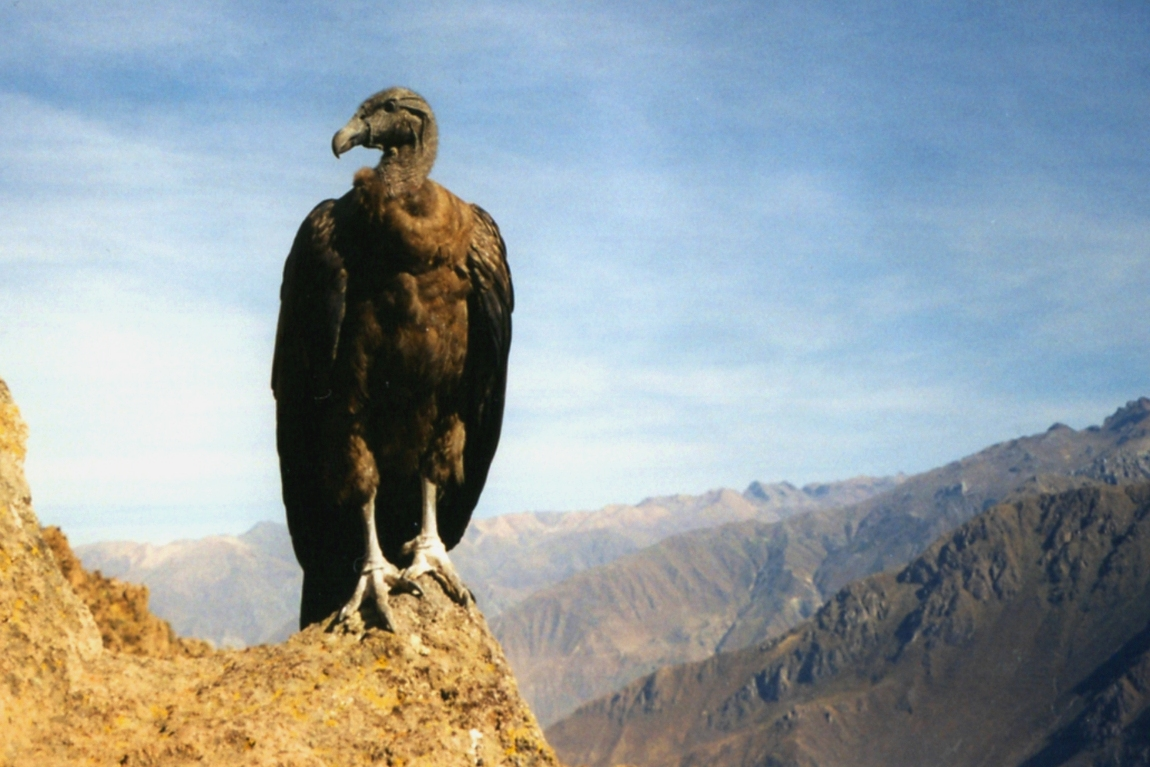
Kondor andyjski
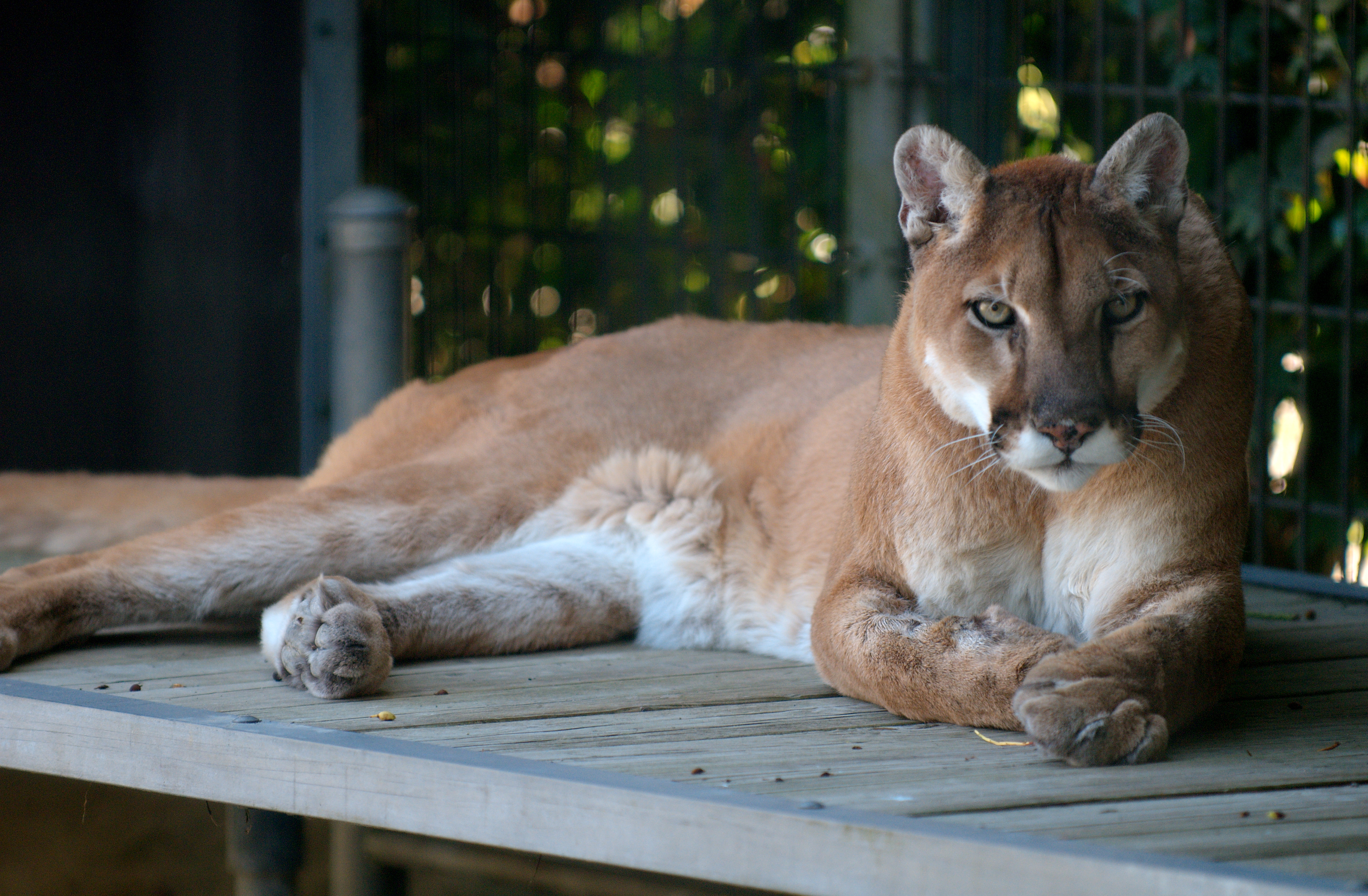
Puma

### Bogactwa naturalne

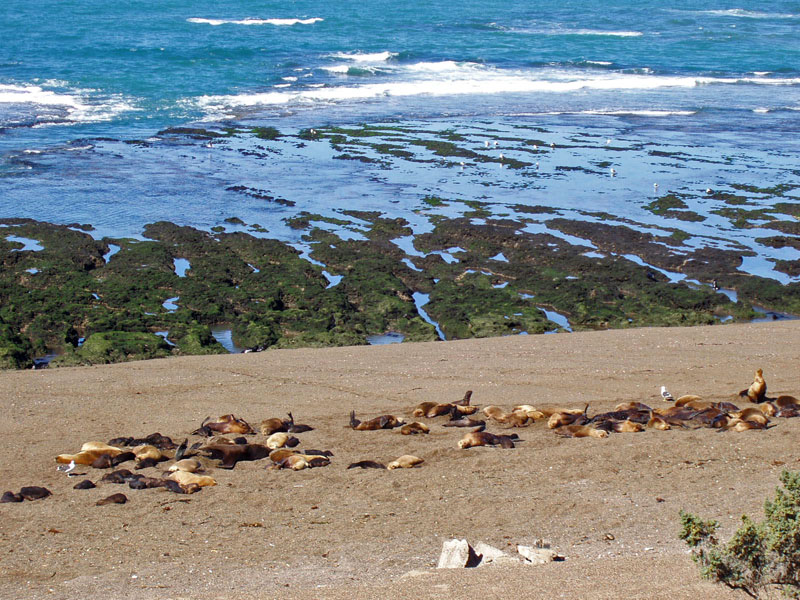
Lwy morskie na płw. Valdés

Zróżnicowanie klimatu Argentyny ma znaczący wpływ na środowisko naturalne tego kraju. Dzięki temu występują tu liczne większe i mniejsze wodospady jak Iguazu, śnieżne szczyty w Andach, a także płaskowyże i rozległe równiny.
Jednym z najciekawszych regionów turystycznych (oprócz wodospadów) Argentyny jest Patagonia – kraina geograficzna, mająca swój początek wysoko w Andach, ciągnie się przez Wyżynę Patagońską aż na południe, sięgając Cieśniny Magellana i Przylądka Horn. Z jednej strony Patagonii wydobywa się ropę naftową i hoduje bydło, z drugiej natomiast wyłania się półwysep Valdés, gdzie żyje spora populacja dzikich, morskich zwierząt. Okoliczne wody zamieszkiwane są między innymi przez: lwy morskie, walenie, orki, wieloryby biskajskie, manaty oraz otarie. W 1999 r. półwysep Valdés został wpisany na listę światowego dziedzictwa UNESCO. Na terenie Patagonii znajduje się także jeden z największych lodowców świata Perito Moreno, zajmujący powierzchnię przekraczającą 200 km².

## Polityka

### Ustrój polityczny

Casa Rosada – Różowy Dom – siedziba prezydenta Argentyny.

Zgodnie z konstytucją kraju z 1853 r. (wielokrotnie modyfikowaną) Argentyna jest republiką związkową. Władzę wykonawczą sprawują prezydent i powoływany przez niego rząd. Prezydent jest wybierany w wyborach powszechnych (w 2 turach) na 4 lata, z prawem do jednej reelekcji. Jest on głową państwa, szefem rządu i zwierzchnikiem sił zbrojnych. Posiada on prawo weta do ustaw; wydaje rozporządzenia i dyrektywy niezbędne do wykonywania prawa. Bierze także udział w jego tworzeniu i ogłaszaniu.
Władzę ustawodawczą sprawuje 2-izbowy Kongres Narodowy. Parlamentarzyści są wybierani w wyborach częściowych, tzn. co dwa lata wybierana jest 1/3 z 75 senatorów oraz połowa z 257 członków Izby Deputowanych. Senatowi przewodniczy wiceprezydent. Dominującymi partiami są: peronistyczna Partia Sprawiedliwości i lewicowa Radykalna Unia Obywatelska. Władzę sądowniczą sprawują niezawisłe sądy federalne z Sądem Najwyższym (9 dożywotnich sędziów) i sądy prowincjonalne.
Prowincje mają własne konstytucje oraz wyłaniane w wyborach: organy ustawodawcze i gubernatorów. Do kompetencji władz prowincjonalnych należą wszystkie sprawy niedelegowane rządowi federalnemu.
Święto narodowe Argentyny ustanowione jest na dzień 25 maja – Dzień Rewolucji (1810).

### Podział administracyjny
Terytorialnie Argentyna podzielona jest na 23 prowincje, jedno miasto autonomiczne (tzw. dystrykt federalny) – Buenos Aires oraz Terytorium Narodowe – Ziemia Ognista. Prowincje dzielą się na departamenty, a te z kolei, z wyjątkiem miasta autonomicznego, dzielą się na gminy (z hiszp. municipios).

### Siły zbrojne
Argentyna dysponuje trzema rodzajami sił zbrojnych: wojskami lądowymi, marynarką wojenną oraz siłami powietrznymi. Uzbrojenie sił lądowych Argentyny składało się w 2014 roku z: 293 czołgów, 1008 opancerzonych pojazdów bojowych, 93 dział samobieżnych, 35 wieloprowadnicowych wyrzutni rakietowych oraz 289 zestawów artylerii holowanej. Marynarka wojenna Argentyny dysponowała w 2014 roku 8 okrętami obrony przybrzeża, 4 niszczycielami, 9 korwetami oraz 3 okrętami podwodnymi. Argentyńskie siły powietrzne z kolei posiadały w 2014 roku uzbrojenie w postaci m.in. 52 myśliwców, 100 samolotów transportowych, 66 samolotów szkolno-bojowych oraz 95 śmigłowców.
Wojska argentyńskie w 2014 roku liczyły 73,1 tys. żołnierzy zawodowych oraz 31,2 tys. rezerwistów. Zasadnicza służba wojskowa w wojskach lądowych trwa 6–12 miesięcy, w lotnictwie – 1 rok, a w marynarce – 14 miesięcy. Według rankingu Global Firepower (2014) argentyńskie siły zbrojne stanowią 55. siłę militarną na świecie, z rocznym budżetem na cele obronne w wysokości 4,3 mld dolarów (USD).

## Ludność

### Rozmieszczenie ludności
| Dane historyczne                | Dane historyczne | Dane historyczne |
| Rok                             | Ludność          | Zm., %           |
| ------------------------------- | ---------------- | ---------------- |
| 1869                            | 1 877 490        | –                |
| 1895                            | 4 044 911        | 115,4%           |
| 1914                            | 7 903 662        | 95,4%            |
| 1947                            | 15 893 811       | 101,1%           |
| 1960                            | 20 013 793       | 25,9%            |
| 1970                            | 23 364 431       | 16,7%            |
| 1980                            | 27 947 446       | 19,6%            |
| 1991                            | 32 615 528       | 16,7%            |
| 2001                            | 36 260 130       | 11,2%            |
| 2009                            | 40 134 425       | 10,7%            |
| dane za 2009 rok są przybliżone |                  |                  |

Większość ludności zamieszkuje środkową i wschodnią część kraju. Gran Chaco i Patagonia są prawie bezludne.
Argentynę cechuje bardzo wysoki odsetek ludności miejskiej. Tylko 12% ludności mieszka na obszarach wiejskich – głównie w izolowanych osiedlach hodowlanych i latyfundiach. Miejska ludność koncentruje się w dużych miastach. Ciężki kryzys gospodarczy spowodował, że ambitne plany przeniesienia stolicy do Viedmy (700 km na południe od Buenos Aires) nie zostały, jak dotąd, zrealizowane. W latach 90. XX wieku wiele osad zostało opuszczonych, gdy kolej zmniejszyła sieć połączeń, a lokalne wyroby produkowane na małą skalę zostały zastąpione masowym importem tanich produktów.
Według raportu ONZ dotyczącego migracji za rok 2020 tylko w 2019 r. wyemigrowało 1 milion Argentyńczyków, z czego 260 tys. do Hiszpanii. Głównym powodem migracji są problemy gospodarcze kraju i inflacja, która w 2022 roku przekroczyła 100%.

### Struktura etniczna
Ludność Argentyny ukształtowała się w wyniku masowych migracji z Europy i kolonizacji prawie bezludnych terenów zamieszkanych przez nieliczne rdzenne plemiona – w czasach przedkolumbijskich zamieszkiwało tam około 300 tys. Indian. Ponad 98% ludności stanowią biali pochodzenia europejskiego (głównie włoskiego, hiszpańskiego, niemieckiego, polskiego, ukraińskiego i portugalskiego), resztę Metysi, nieliczni Indianie (mniej niż 150 tys.).
- biali Argentyńczycy: 79,1%
- Kreole: 4,0%
- Arabowie, Syryjczycy: 3,3%
- Włosi: 2,5%
- Galisyjczycy: 1,7%
- Guarani, Paragwajczycy: 1,3%
- Hiszpanie: 1,3%
- pozostali: 6,8% (Chilijczycy(inne języki), Polacy: 0,44%, Katalończycy, Żydzi, Peruwiańczycy(inne języki), Ormianie, Afroamerykanie, Toba, Mapuche, Biali Urugwajczycy i inni)[85]

Języki w użyciu: hiszpański (oficjalny), mapudungun, keczua, guarani, włoski, polski.

### Miasta i aglomeracje

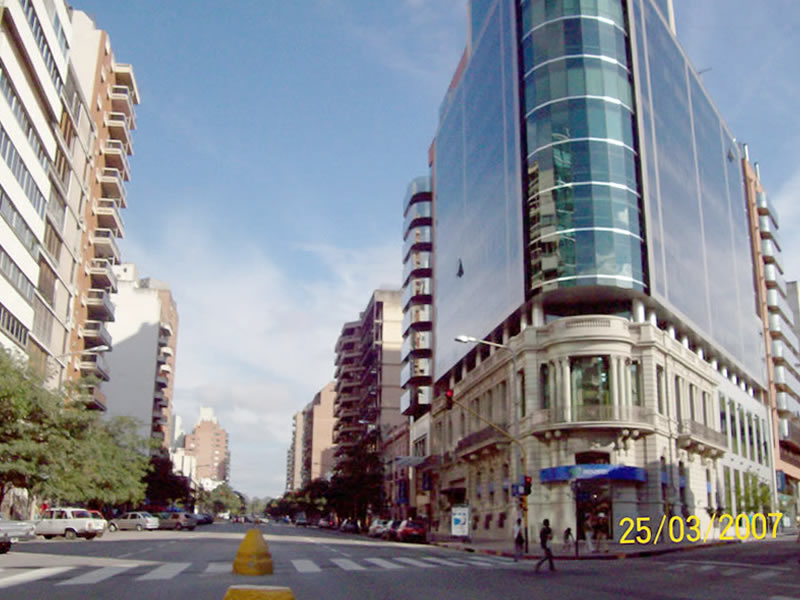
Córdoba – drugie co do ludności miasto Argentyny

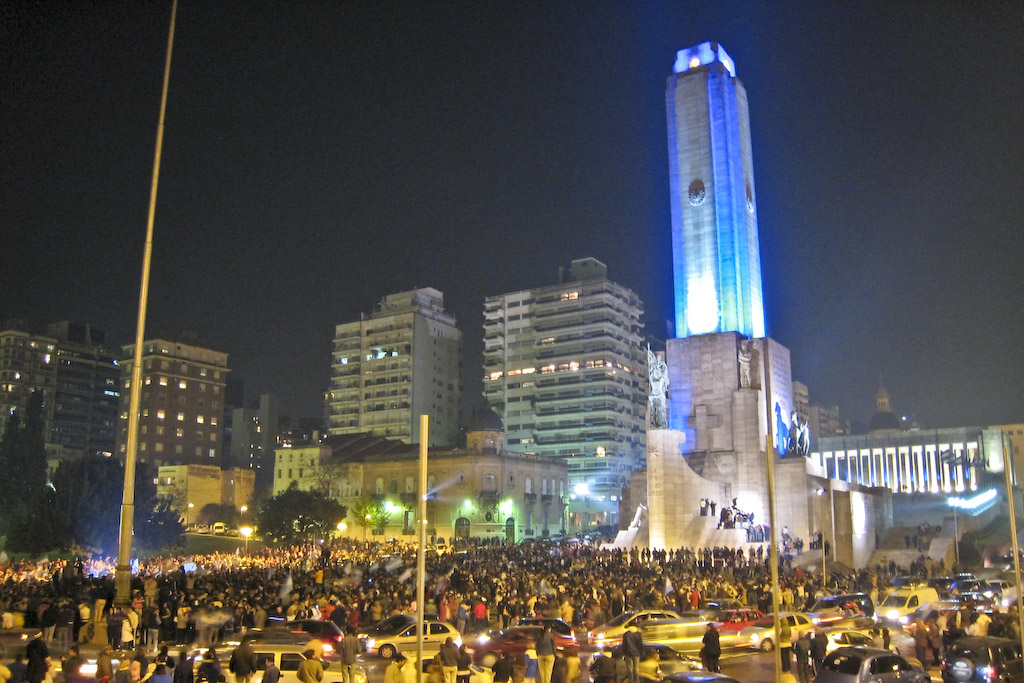
Rosario
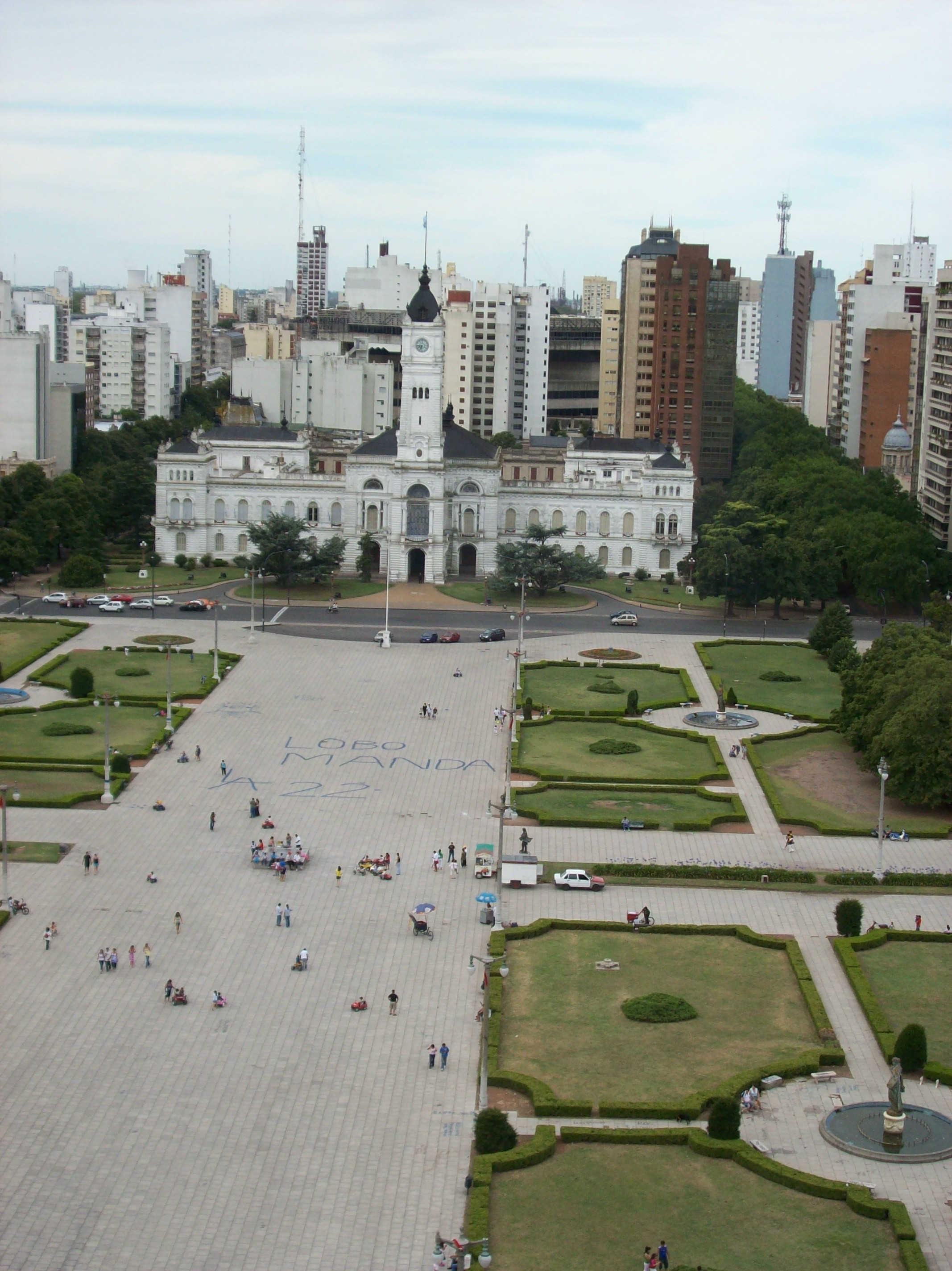
La Plata
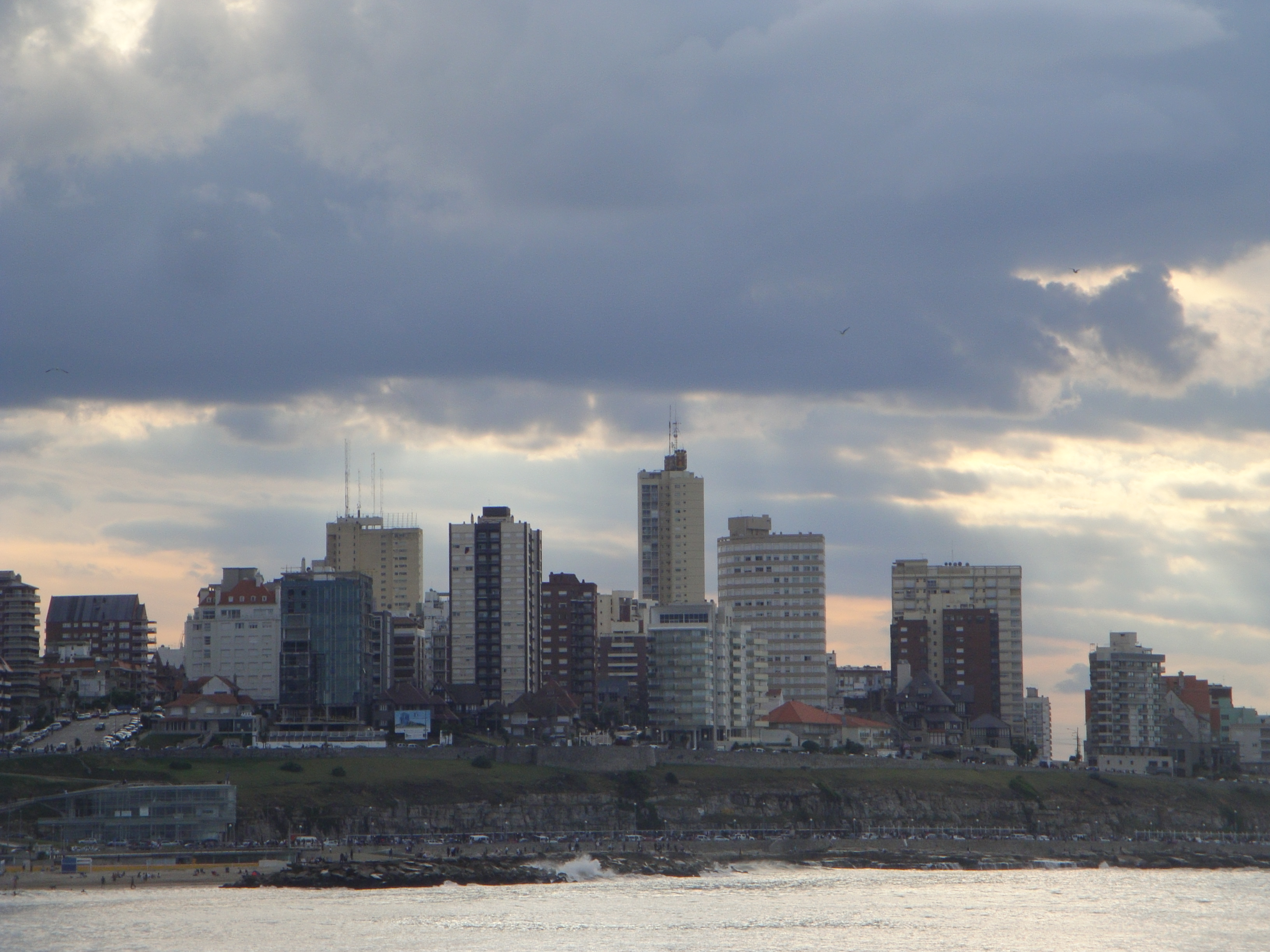
Mar del Plata
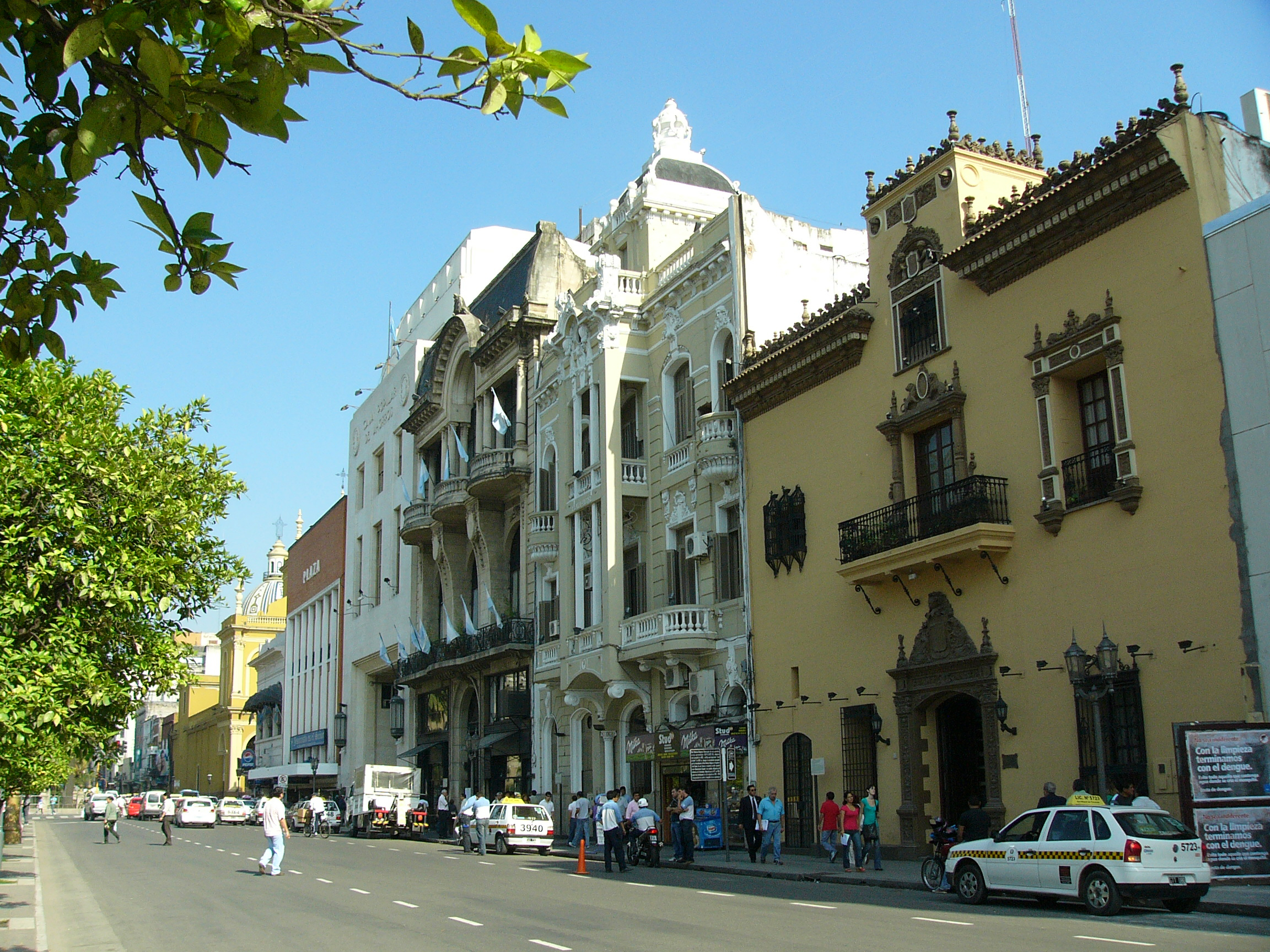
San Miguel de Tucumán
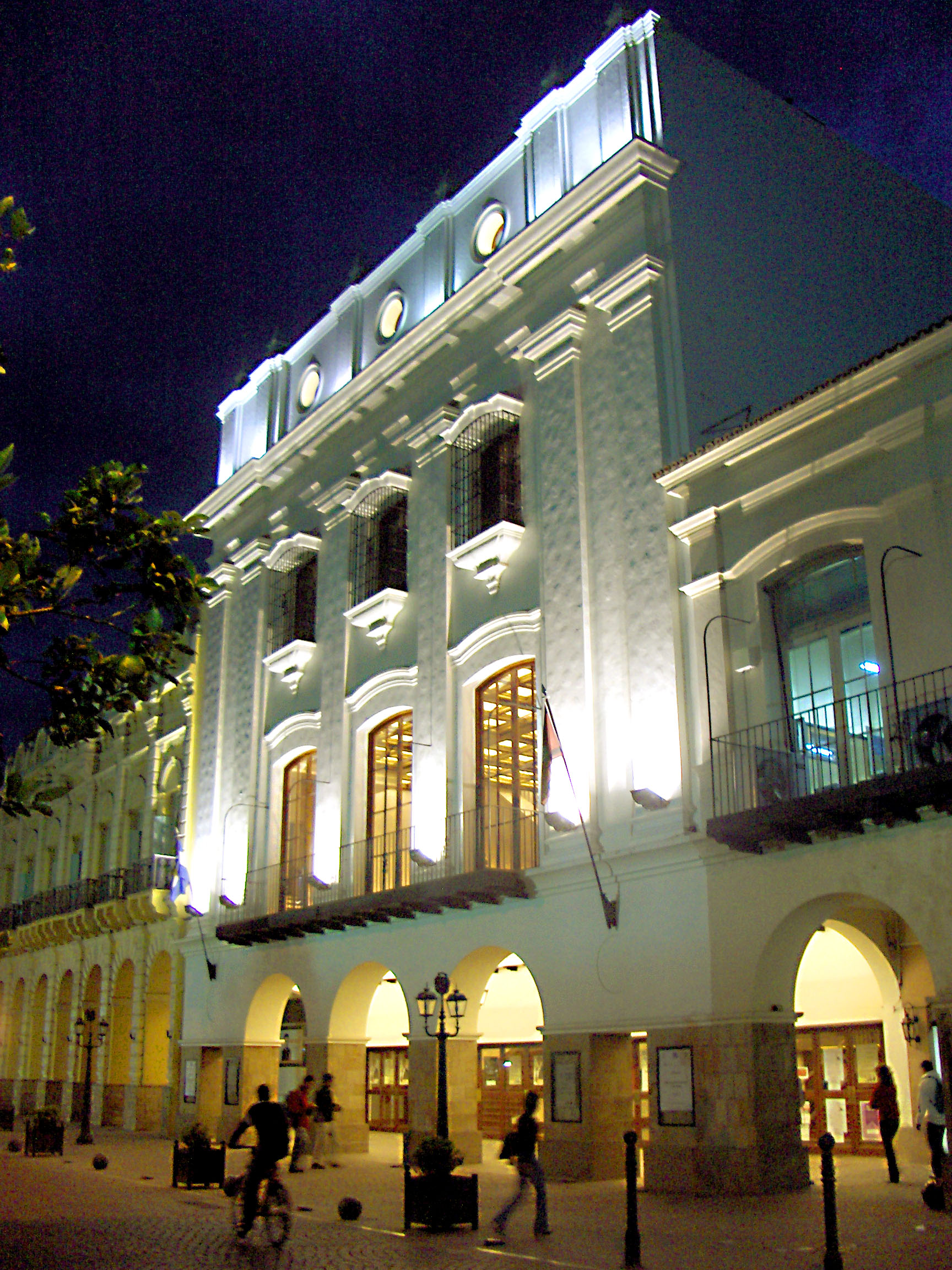
Salta
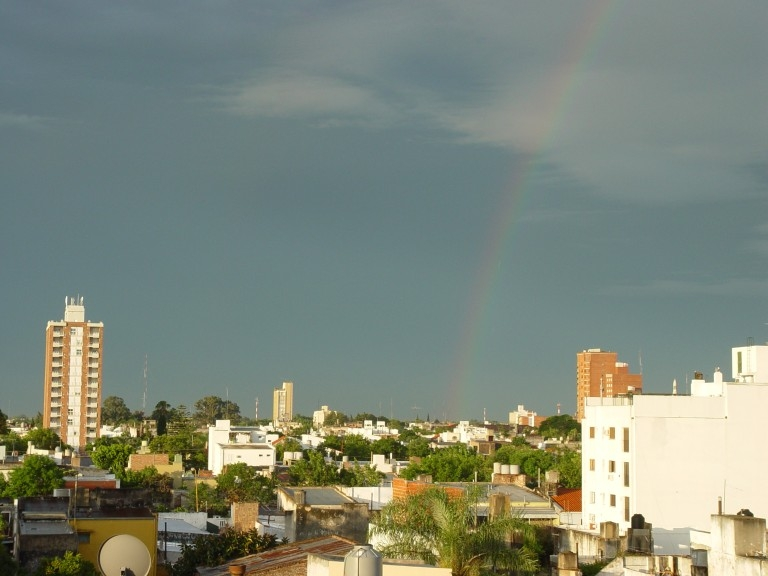
Santa Fe
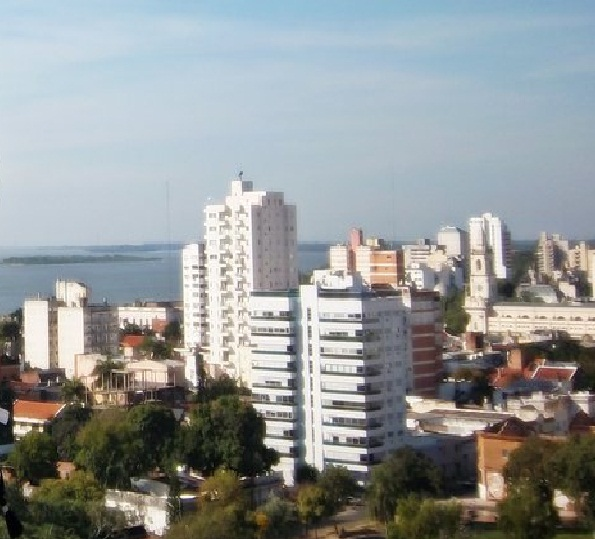
Corrientes
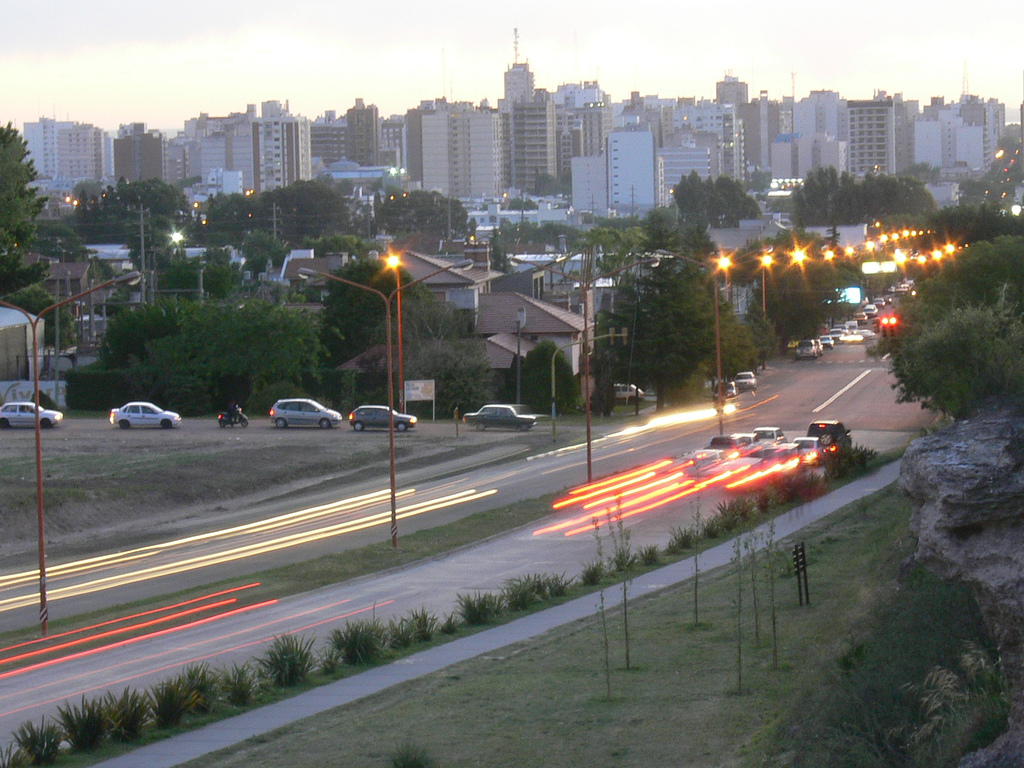
Bahía Blanca

| Miejsce | Główne miasto         | Prowincja            | Ludność 1 lipca 2010 (tys.) | Region          |
| ------- | --------------------- | -------------------- | --------------------------- | --------------- |
| 1       | Buenos Aires          | (miasto i prowincja) | 13 028                      | Pampa           |
| 2       | Córdoba               | Córdoba              | 1403                        | Pampa           |
| 3       | Rosario               | Santa Fe             | 1260                        | Pampa           |
| 4       | Mendoza               | Mendoza              | 901                         | Cuyo            |
| 5       | San Miguel de Tucumán | Tucumán              | 809                         | Północny Zachód |
| 6       | La Plata              | Buenos Aires         | 741                         | Pampa           |
| 7       | Mar del Plata         | Buenos Aires         | 610                         | Pampa           |
| 8       | Salta                 | Salta                | 536                         | Północny Zachód |
| 9       | Santa Fe              | Santa Fe             | 505                         | Pampa           |
| 10      | San Juan              | San Juan             | 468                         | Cuyo            |
| 11      | Resistencia           | Chaco                | 389                         | Gran Chaco      |
| 12      | Santiago del Estero   | Santiago del Estero  | 370                         | Gran Chaco      |
| 13      | Corrientes            | Corrientes           | 357                         | Mezopotamia     |
| 14      | Bahía Blanca          | Buenos Aires         | 310                         | Pampa           |
| 15      | Jujuy                 | Jujuy                | 308                         | Gran Chaco      |

W 1869 11% ludności Argentyny zamieszkiwało aglomeracje powyżej 100 tys. mieszkańców. Była to koncentracja pięć razy większa od średniej światowej, podobna do Stanów Zjednoczonych i w przybliżeniu dwa razy większa od koncentracji ludności europejskiej. Jedynym miastem, którego ludność przekraczała 100 tys., było Buenos Aires. W 1914 po raz pierwszy liczba ludności miejskiej przewyższyła liczbę ludności wiejskiej. Jednym z ważniejszych czynników szybkiego rozwoju obszarów miejskich była wielka fala imigracji, głównie europejskiej, do miast, w szczególności do Buenos Aires, Córdoby i Rosario.
W 1960 już piętnaście miast przekraczało 100 tys. mieszkańców. Żyło w nich 71% ludności miejskiej Argentyny. Spośród nich dalej wyróżniało się Buenos Aires. Ludność miejska stanowiła 59% ogółu ludności, podobnie jak w Stanach Zjednoczonych, nieco więcej niż w Oceanii (53%) i mniej niż w Wielkiej Brytanii, kraju, który posiadał najwyższy odsetek ludności miejskiej od początków XIX wieku – 69%.
W 1970 urbanizacja osiągnęła 78,5% ludności miejskiej, a w 1975 jej wskaźnik wyniósł 80,7%. W 1990 86,9% ludności żyło w miastach. Głównym czynnikiem tych zmian były, podobnie jak w całej Ameryce Łacińskiej, migracje wewnętrzne, z obszarów wiejskich do miast. Główne przyczyny tej migracji to skrajnie niekorzystne warunki ekonomiczne i społeczne. W 2001 wartość wskaźnika urbanizacji osiągnęła 89,3%.

### Polonia i Polacy

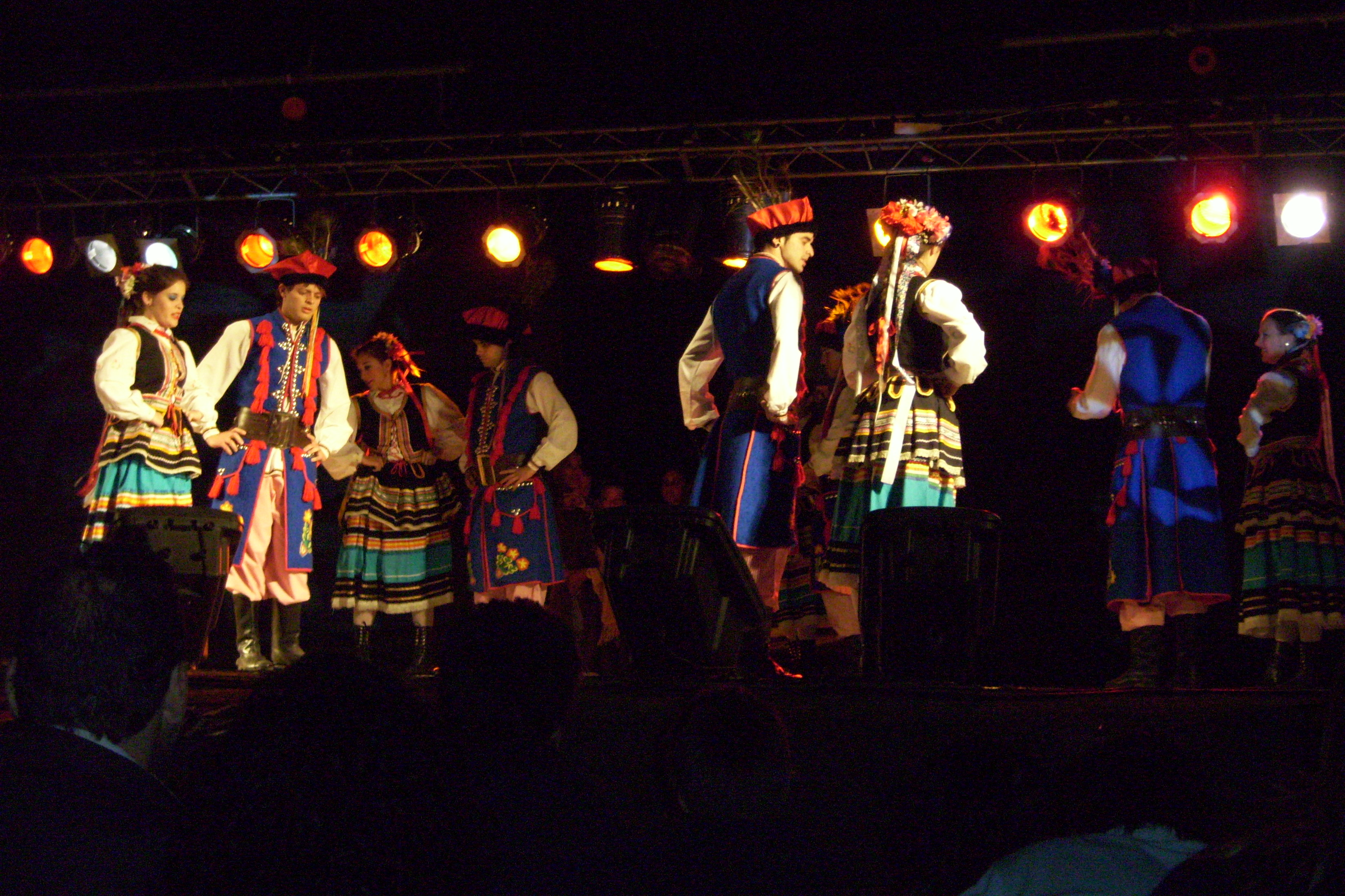
Argentyńska Polonia w narodowych polskich strojach podczas obchodów Dnia Polskiego Osadnika w Santa Fe

W Argentynie istnieje liczna i dobrze zorganizowana Polonia, której korzenie sięgają XIX wieku. Pierwsi Polacy pojawili się ok. 1812 r., w początkowym okresie walk niepodległościowych w Argentynie. Następne grupy Polaków napłynęły po powstaniach listopadowym i styczniowym. Pod koniec XIX wieku zaczęła przybywać emigracja zarobkowa, zwłaszcza chłopska, z terenów późniejszej Małopolski Wschodniej; osiadła głównie w prowincji Misiones, gdzie w 1897 r. założono osadę Apóstoles. Po 1905 r. napłynęły nieco liczniej grupy robotników. Po I wojnie światowej liczba przybyszów z Polski do Argentyny narastała, a sama Argentyna stała się drugim po Kanadzie krajem, do którego kierowała się w tym czasie zamorska emigracja z Polski, a pierwszym wśród krajów Ameryki Łacińskiej.
W 1929 r. liczba Polaków w Argentynie wynosiła ok. 25 tys., a w 1939 – ok. 120 tysięcy. W okresie II wojny światowej w Argentynie przebywało ok. 200 tys. Polaków, zaś obecnie Polonię szacuje się na ponad 200 tys., przy czym liczbę osób pochodzenia polskiego szacuje się na ok. 450 tysięcy (znaczna część uległa całkowitej asymilacji). Największe skupiska Polonii zamieszkują prowincje: Buenos Aires (pod Buenos Aires znajduje się założona przez polskich emigrantów miejscowość Maciaszkowo), Misiones oraz Córdoba.
Pierwsze polskie stowarzyszenie w Argentynie założono ok. 1890 r. (Towarzystwo Demokratyczne Polskie) w Buenos Aires w 1913 r. zaczęło się ukazywać pierwsze polskie pismo, Echo Polskie. W latach 1914–1929 rozwinęło się życie organizacyjne tamtejszej Polonii. W 1934 r. powstał Instytut Kultury Argentyńsko-Polskiej.
Wkład Polaków w budowę państwa argentyńskiego został doceniony w 1995 r. świętem narodowym na ich cześć. Argentyna jest jedynym państwem, w którym obchodzony jest 8 czerwca Dzień Polskiego Osadnika (hiszp. „Día del Colono Polaco”). Dzień ten upamiętnia przybycie pierwszych Polaków do Argentyny na początku czerwca 1897 roku. Z tej okazji w Buenos Aires, pod auspicjami Ambasady Polski, Związku Polaków, organizacji: la Asociación Cultural Argentino Polaca oraz la Fundación Argentina, odbywa się tydzień imprez kulturalnych poświęconych Polsce i Polakom.

## Religia

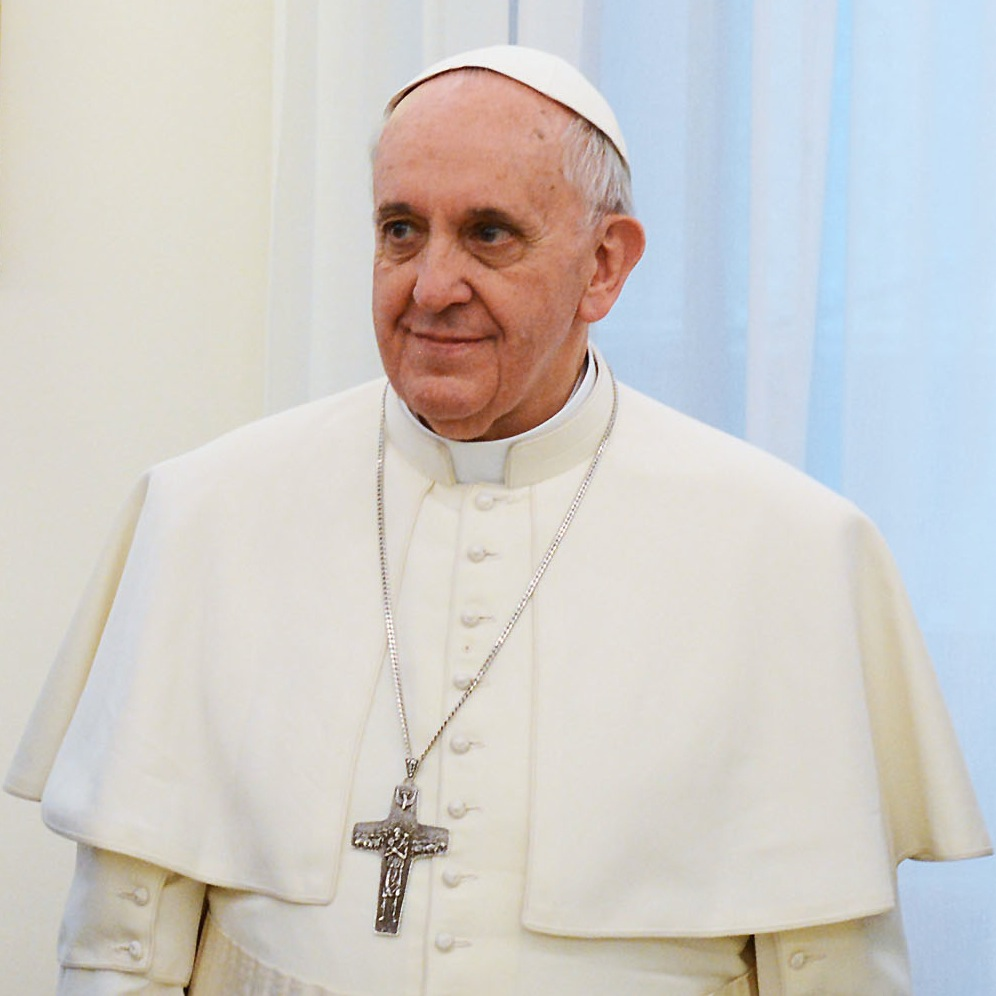
Franciszek (papież w latach 2013-2025, w latach 1998–2013 Prymas Argentyny)

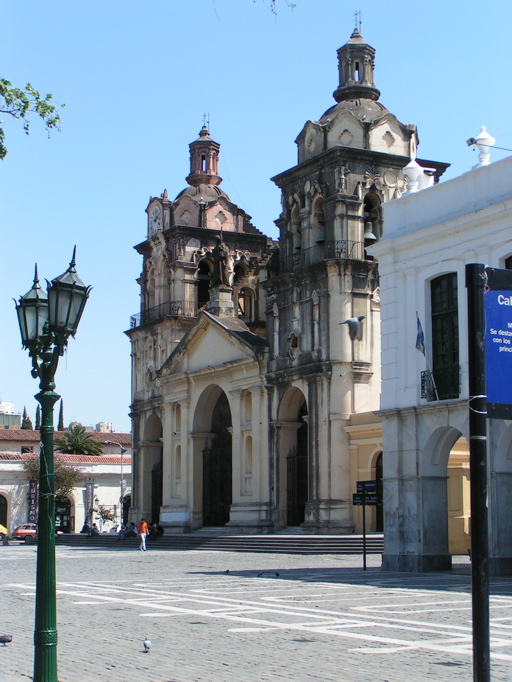
Katedra w Córdobie

Dominującym wyznaniem w kraju jest katolicyzm, charakterystyczny dla całej Ameryki Południowej. Od roku 1960 odsetek katolików jednak zmalał, gdy wynosił ponad 90%. Nuncjuszem apostolskim w Argentynie jest arcybiskup Léon Kalenga Badikebele. Z Argentyny pochodził pierwszy w historii papież z Ameryki Południowej, Franciszek.
Jednakże inne wyznania stają się coraz bardziej popularne. Wielu Argentyńczyków praktykuje spirytualizm – wiarę w kontakt z duchami nieżyjących już ludzi i kult zmarłych. Na cmentarzach argentyńskich spotkać można całe procesje wiernych ciągnących do grobów zmarłych otoczonych czcią. Rośnie też liczba wiernych wyznania ewangelicznego, widoczna jest aktywna działalność misji ewangelicznych. Rośnie również popularność nieuznawanych przez Kościół ludowych wierzeń na poły pogańskich, takich jak Diffunta Correa. Kult ten popularny jest zwłaszcza w prowincji San Juan, na zachodzie kraju.
Według ankiety przeprowadzonej przez Pew Research Center w 2019 roku, 46% Argentyńczyków uważa religię za bardzo ważną w życiu, a 33% uważa, że religia ma niewielki lub żaden wpływ na ich życie, co czyni Argentynę jednym z najmniej religijnych krajów Ameryki Łacińskiej. Około trzy na dziesięć osób niezrzeszonych religijnie w Argentynie twierdzi, że Bóg jest dla nich ważny.
Struktura religijna kraju według badania przeprowadzonego w 2019 r. przez CONICET:
- katolicyzm – 62,9%
- brak religii – 18,9%
- protestantyzm – 15,3% (zielonoświątkowcy – 13% i inni ewangelikalni – 2,3%)
- mormoni i świadkowie Jehowy – 1,4%
- inne religie – 1,2% (gł. muzułmanie i żydzi)
- brak odpowiedzi – 0,3%.

## Gospodarka

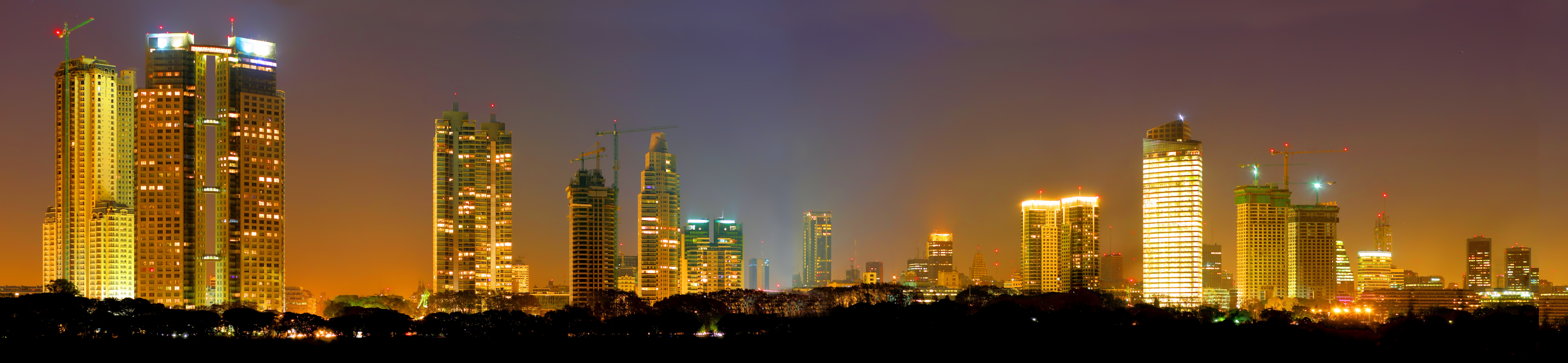
Dzielnica biznesowa Buenos Aires

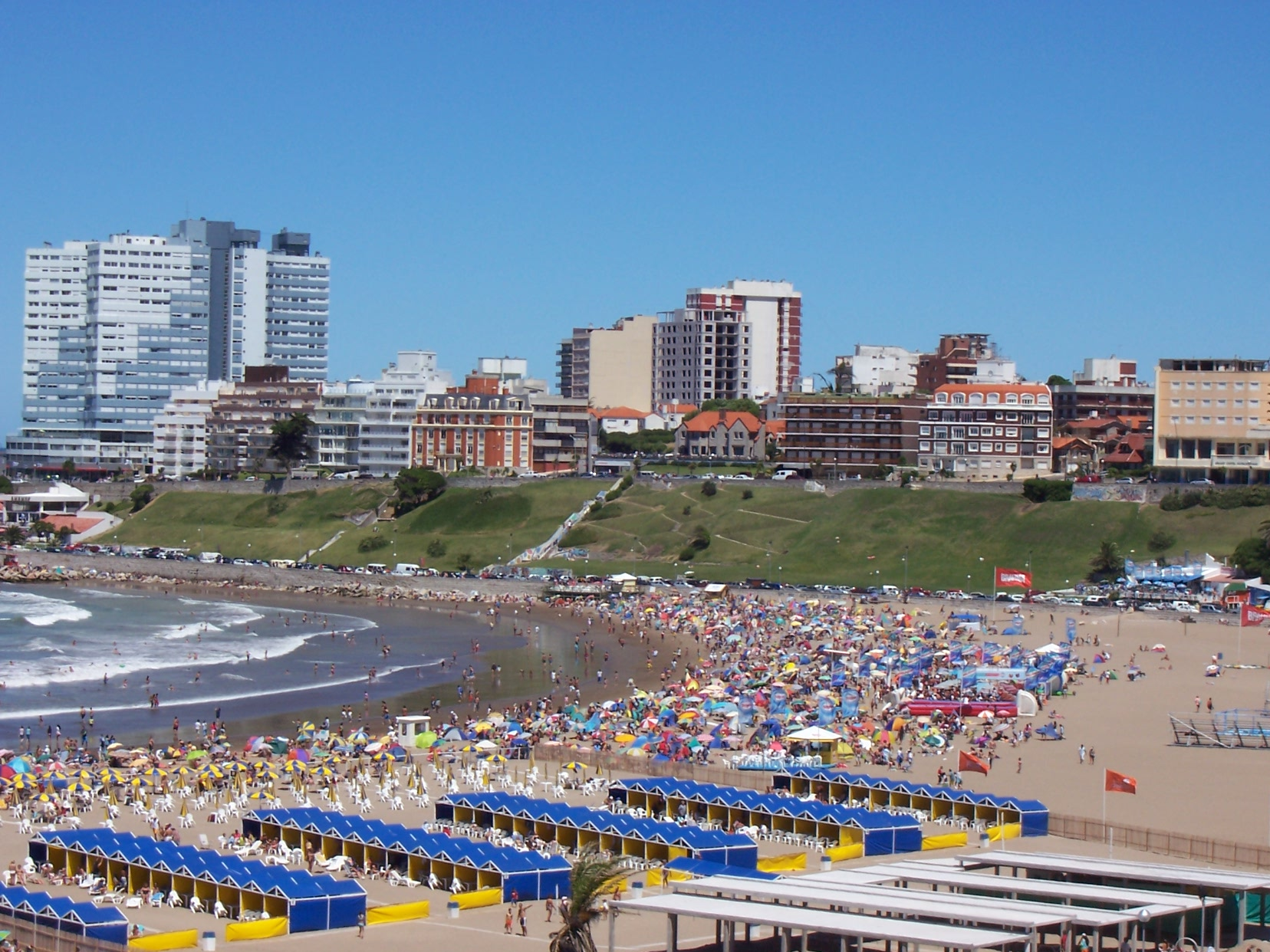
Mar del Plata nad Atlantykiem

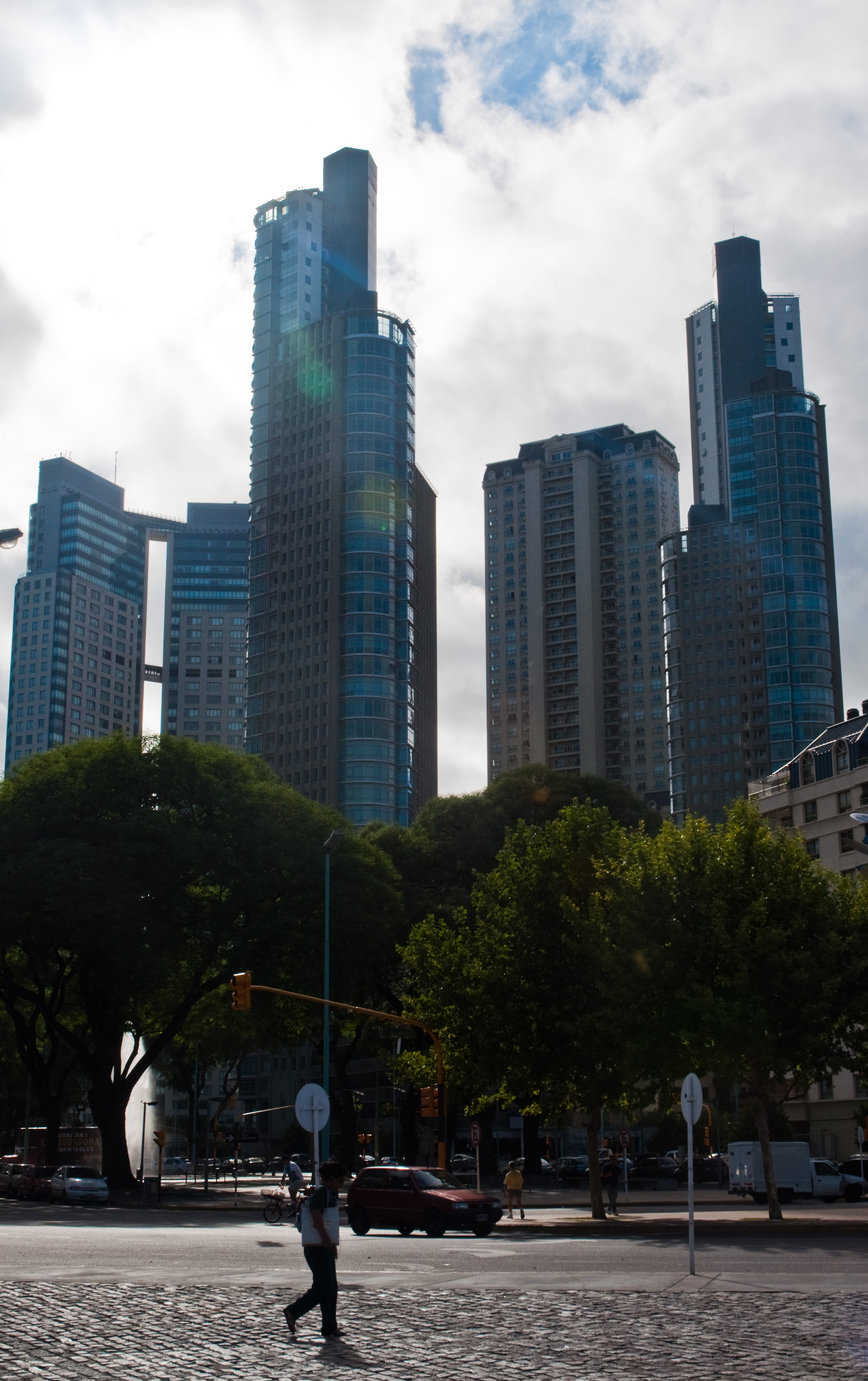
Puerto Madero – dzielnica biznesowa w Buenos Aires

### Rolnictwo
Argentyna jest krajem przemysłowo-rolniczym. Dominującymi kierunkami w rolnictwie są hodowla oraz uprawa oliwek (aż 90% eksportowanych produktów to oliwki). Rozwinięte są także: hodowla bydła i owiec, uprawa soi, winorośli, słonecznika, bawełny, garbników, herbaty, sadownictwo. Argentyna to jeden z najważniejszych światowych producentów pszenicy, wełny i mięsa. Blisko 1/3 zbiorów pszenicy przeznaczana jest na eksport. Ważne są także uprawy kukurydzy i roślin oleistych. Pastwiska i grunty orne stanowią ponad 60% powierzchni kraju. Duże bogactwo naturalne kraju obfituje w różnorodne owoce morza oraz wiele gatunków ryb. Kraj znany jest także z wysokiej jakości gatunków mięsa wołowego i wyrobów mleczarskich.
Coraz większe znaczenie nabierają uprawy roślin plantacyjnych: bawełny, trzciny cukrowej, tytoniu oraz owoców cytrusowych, a zwłaszcza pomarańczy i cytryny. Znajduje się tu wiele winnic, z których otrzymuje się wina białe i czerwone. Argentyna zajmuje pierwsze miejsca wśród krajów Ameryki Łacińskiej, a czwarte na świecie, w uprawie winorośli i produkcji wina. Istotna jest także uprawa jabłoni, niespotykana w żadnym z pozostałych krajów kontynentu.

### Przemysł
Główne gałęzie przemysłu to: wydobywczy, metalurgiczny, motoryzacyjny i spożywczy. Kraj posiada bogate złoża surowców mineralnych i energetycznych. Największe znaczenie w przemyśle energetycznym ma wydobycie ropy naftowej. Argentyna zajmuje pod tym względem trzecie miejsce w Ameryce Południowej. Obfite są również złoża gazu ziemnego i uranu. Są tu także znaczne zasoby berylu, bardzo cenionego w przemyśle elektronicznym.
W przemyśle przetwórczym główne znaczenie ma przemysł maszynowy, w tym produkcja samochodów, w której Argentyna zajmuje drugie miejsce w Ameryce Południowej. Istotne są również przemysł związany z przetwórstwem spożywczym, zwłaszcza mięsnym, oraz produkcja wyrobów skórzanych, włókienniczych i celulozowo-papierniczych.
Lasy stanowią ok. 22% powierzchni kraju, a pozyskiwane drewno przeznaczane jest na budulec, używane jest w meblarstwie oraz w wyrobach stolarki budowlanej. Z drewna bardzo twardego drzewa kebraczo pozyskuje się taninę, garbnik używany do garbowania skór oraz używany w przemyśle chemicznym i farmaceutycznym. Argentyna jest największym producentem i eksporterem taniny na świecie (95%).

### Usługi
Silnie rozwija się turystyka. Argentyna zajmuje pierwsze miejsce w Ameryce Południowej pod względem liczby miejsc noclegowych.

### Historia gospodarcza
W latach 1890–1930 Argentyna należała do dziesięciu najbogatszych krajów świata. Rozwój, oparty głównie o kapitał brytyjski, dotyczył przede wszystkim rolnictwa i infrastruktury. Ludność kraju w tym okresie rosła o 4% rocznie. Dochody rosły jeszcze szybciej. Na przełomie lat 20. i 30. XX w. Argentyna, podobnie jak inne państwa świata, wpadła w wielki kryzys gospodarczy. Na ów kryzys nałożył się dodatkowo duży napływ imigrantów, co spowodowało, że Argentynie trudniej niż innym krajom było powrócić do poziomu dochodów na 1 mieszkańca z lat 20. W kraju liberalizm gospodarczy został zastąpiony interwencjonizmem i protekcjonizmem.
W latach 50. prezydent Juan Domingo Peron uczynił Argentynę państwem socjalnym na wzór zachodnich państw. Wydatki socjalne były jednak zbyt duże i już w połowie lat 50., po usunięciu Perona, zaczęły się czasy ostrych oszczędności w celu zmniejszenia olbrzymiego zadłużenia państwa. Po ich przeprowadzeniu nastały dobre czasy lat 60. odznaczające się wyjątkowo niską inflacją. Dobra koniunktura zaczęła jednak się kończyć w latach 70. Podobnie jak na Zachodzie, doszło do zjawiska stagflacji, czyli współwystępowania wysokiej inflacji i niskiego wzrostu gospodarczego. Aby przezwyciężyć ten stan, tworzono kolejne nieudane plany stabilizacyjne, finansowane przez zagraniczne banki. Powiększało to zadłużenie państwa, co w połączeniu z destabilizacją polityczną nie dawało pozytywnych efektów. Rezultatem była natomiast katastrofa gospodarcza lat 80., przejawiająca się niewypłacalnością państwa, hiperinflacją i spadkiem realnych dochodów i PKB.
Stan ten przezwyciężono dopiero na początku lat 90., kiedy wprowadzono stabilizację waluty i powiązano ją z dolarem. Wtedy też przeprowadzono takie reformy, jak prywatyzacja i liberalizacja handlu zagranicznego. Średni wzrost PKB w latach 1991–1998 wynosił 6% i był podobny do tego, jaki odnotowywano już w latach 80. w Chile (dwa latynoskie tygrysy). Inflacja w ciągu pięciu lat spadła z 4000% do 0%. Pozwolono jednak także na wzrost zadłużenia państwa, a szczególnie samorządów. Jednocześnie w latach 1999 i 2000 dał się odczuć spadek PKB, spowodowany głównie zachwianiem konkurencyjności produktów argentyńskich w wyniku dewaluacji waluty brazylijskiej (reala brazylijskiego) i odpływem tam, wcześniej napływającego do Argentyny, kapitału zagranicznego. Kryzys silnie się pogłębił w latach 2001–2002, kiedy znacznie wzrosło bezrobocie i zamrożono depozyty krajowe. Nastąpiło ogłoszenie stanu niewypłacalności państwa oraz zniesienie powiązania argentyńskiego peso z dolarem. Spowodowało to silną deprecjację kursu argentyńskiej waluty. W latach 2003–2005 kryzys został opanowany, odmrożono depozyty, a po spadku PKB w 2002 roku o 11%, lata następne przyniosły średni wzrost PKB o 8–9% rocznie. W połowie 2011 r. PKB kraju wzrosło o 11,2%, co stawiało ten kraj w pierwszej piątce krajów na świecie o najwyższym wzroście gospodarczym.

## Transport

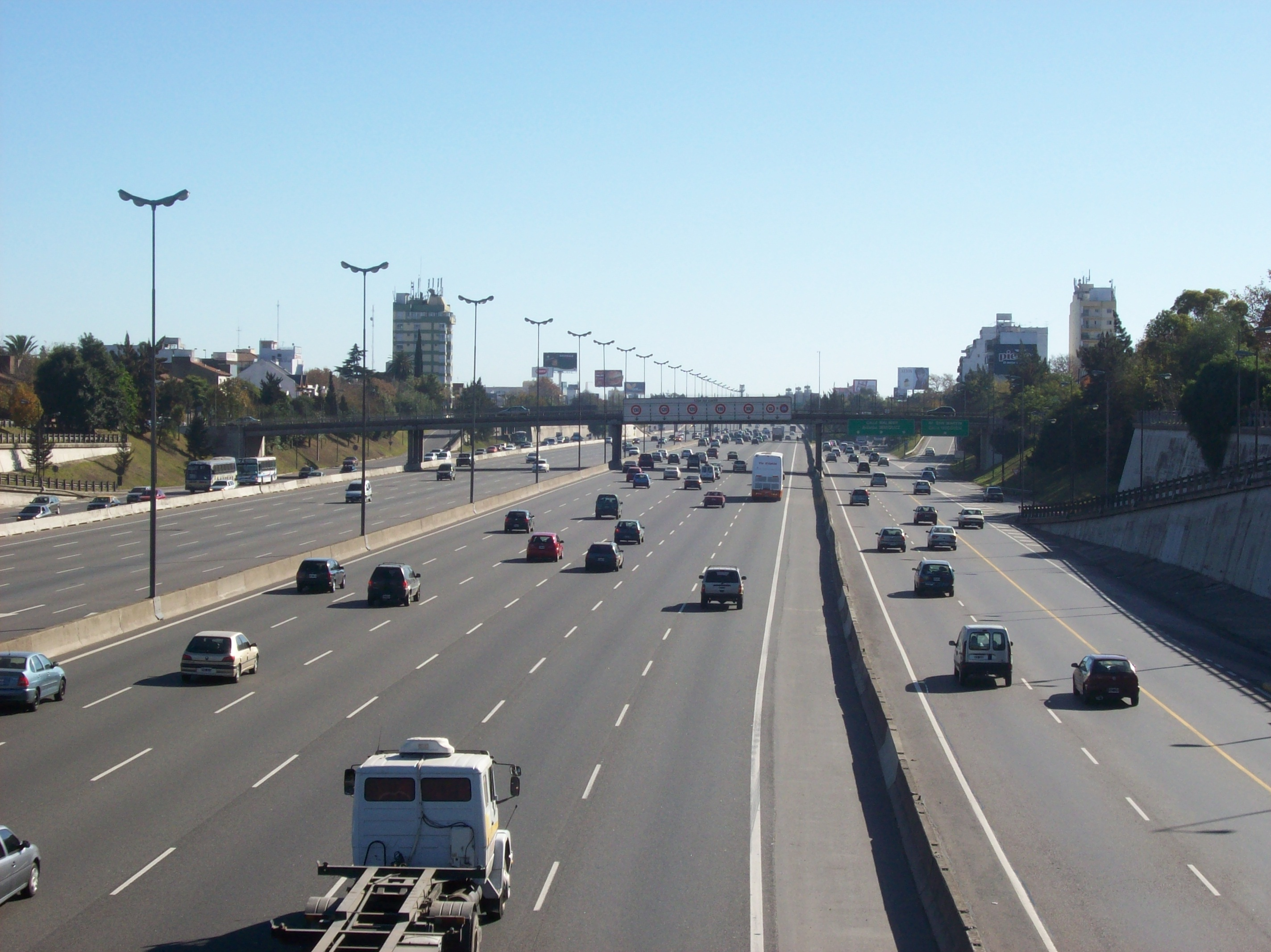
Droga krajowa nr 9 – Ruta Nacional 9 (Autopista Buenos Aires – Rosario)

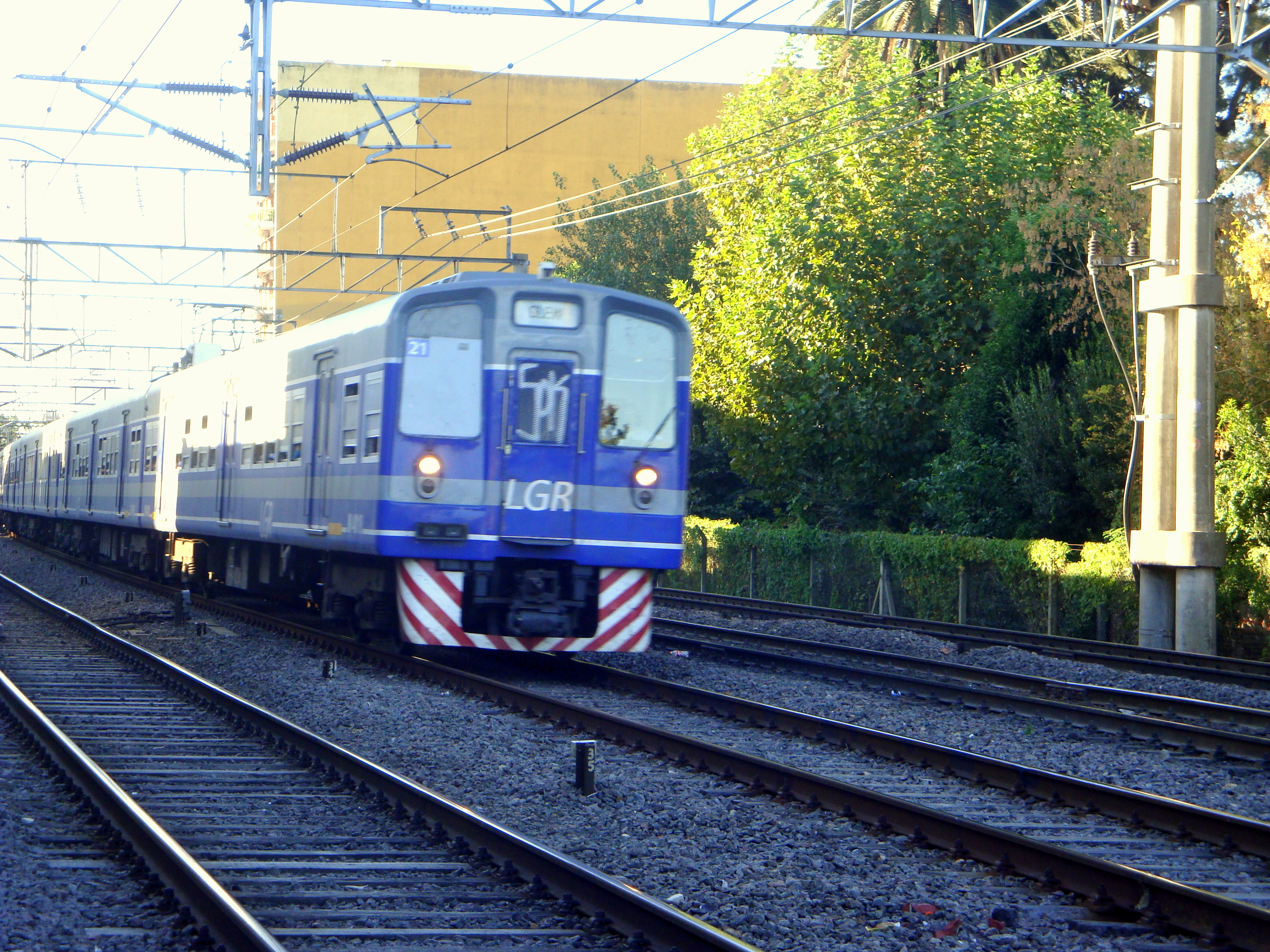
Pociąg Ferrocarril General Roca jednej ze spółek wchodzących w skład Red ferroviaria argentina – Narodowych kolei argentyńskich

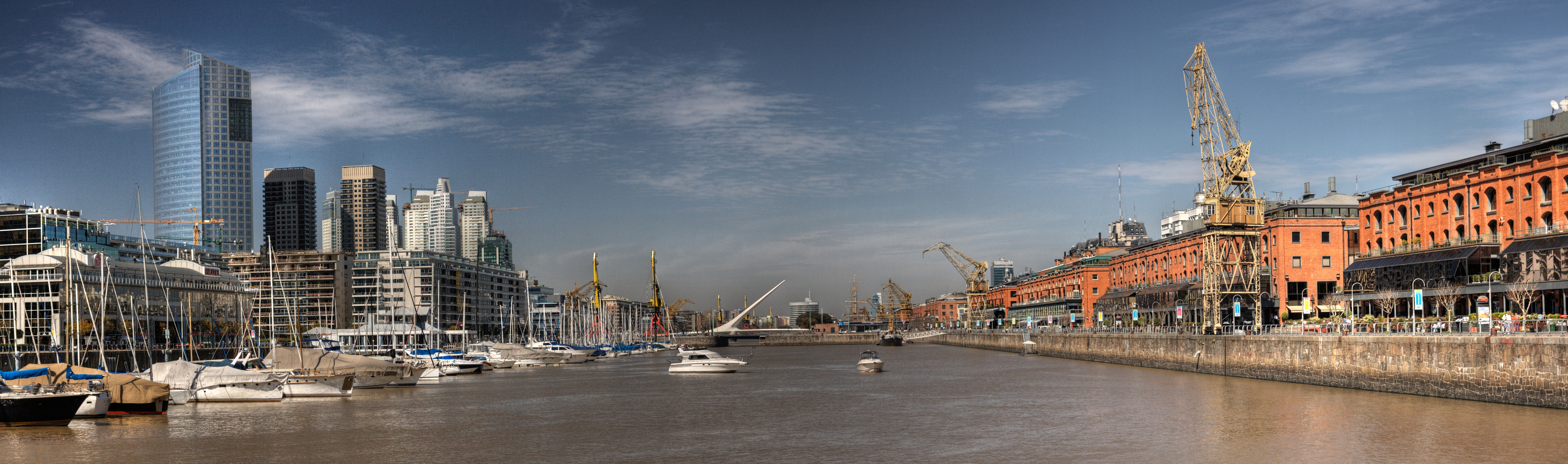
Panorama portu w dzielnicy Puerto Madero

Drogi w Argentynie są dobrze utrzymane. Duże znaczenie dla transportu drogowego ma autostrada panamerykańska – Panamericana. Argentyna posiada dwa rodzaje dróg: krajowe (Rutas Nacionales, RN) oraz lokalne (Rutas Provinciales – RP), a także płatne autostrady, których Argentyna posiada dość dużą i gęstą siatkę łączącą najważniejsze ośrodki kraju. Przy głównych zjazdach i wjazdach oraz w specjalnie oznaczonych punktach często ustawione są patrole policyjne. Szczególnym przypadkiem jest w kraju usytuowanie sygnalizatorów świetlnych, które na skrzyżowaniach ustawione są bezpośrednio za skrzyżowaniem – czyli za przejściem dla pieszych. Łącznie Argentyna posiada 37 740 km dróg utwardzanych. Bardzo rozwinięta jest sieć połączeń autokarowych w obrębie całego kraju, które kursują bardzo często i są wysoce komfortowe.
System kolejowy w kraju został sprywatyzowany w 1990 r. zarówno ten odpowiadający za przewozy towarowe, jak i ten przeznaczony do przewozów pasażerskich. Argentyna posiada niespełna 32 tys. km linii kolejowych po których prowadzone są regularne przewozy pasażerskie, zaś łączna liczba linii kolejowych w kraju to 40 245 km.
Argentyna posiada około 11 tys. km dróg wodnych, transport śródlądowy odgrywa główną rolę w przewozie ładunków i towarów głównie prowadzonych przez rzeki: La Platę, Paranę, Paragwaj oraz Urugwaj. Główne porty rzeczne to: Zárate i Campana. Dużą rolę transport rzeczny odgrywa w transporcie ładunków pomiędzy Argentyną i Urugwajem oraz Paragwajem. Duże znaczenie dla gospodarki kraju ma transport morski, za pomocą którego większość z produktów jest przywożona do państwa. Głównymi portami morskimi są: Buenos Aires, w szczególności jego portowa dzielnica Puerto Madero, La Plata, Ensenada oraz Bahía Blanca. Port w Buenos Aires jest jednym z największych na świecie, stanowi 50% obrotu towarów całkowitego eksportu przez państwo.
W Argentynie działa 36 lotnisk obsługujących regularne loty krajowe i zagraniczne. Największym portem lotniczym jest Port lotniczy Buenos Aires-Ezeiza Ministro Pistarini, zlokalizowany w Ezeiza, 22 km na południowy zachód od Buenos Aires, obsługujący połączenia międzynarodowe ze wszystkimi kontynentami.

## Kultura

### Tradycje

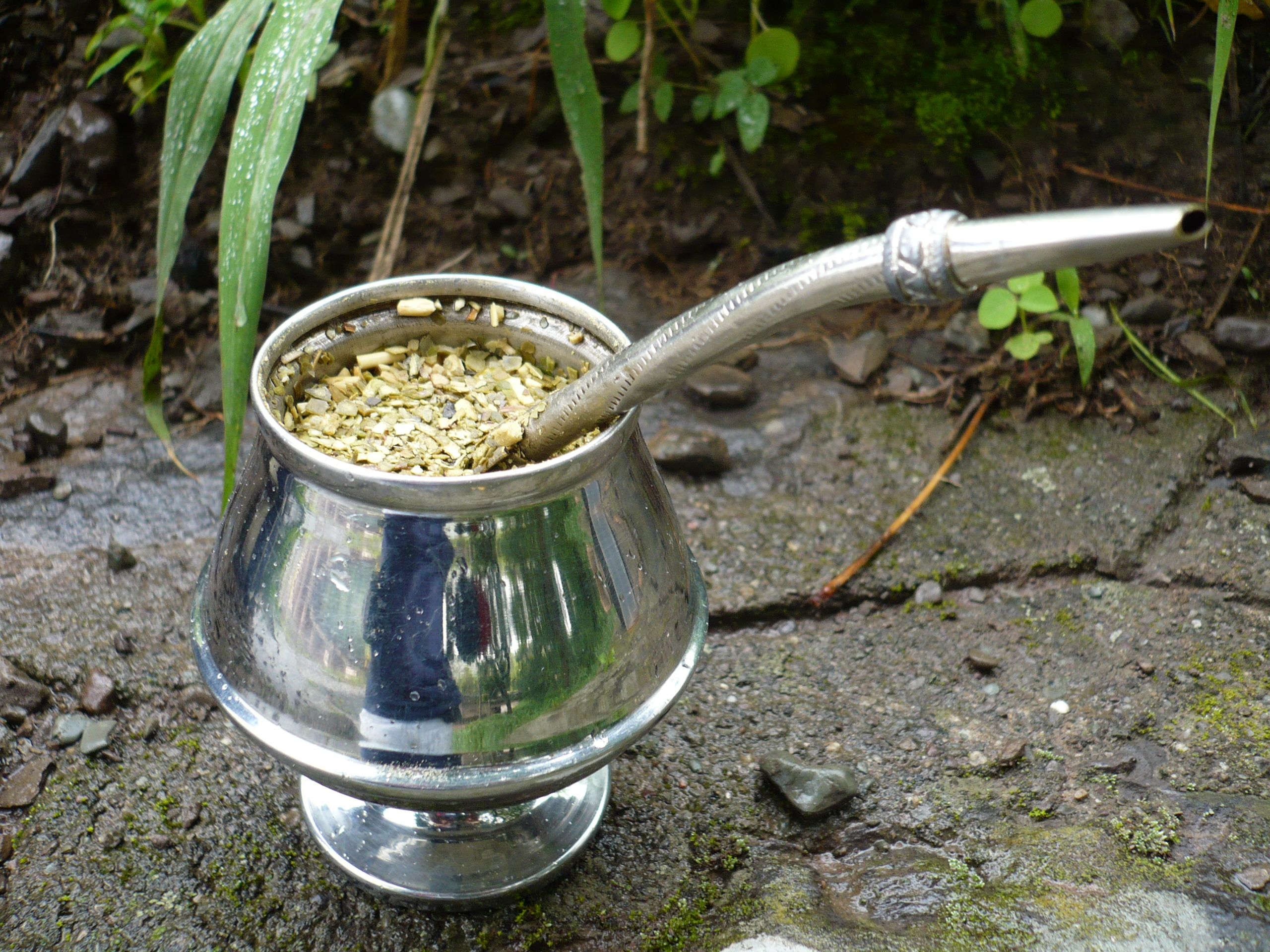
Yerba mate – napar

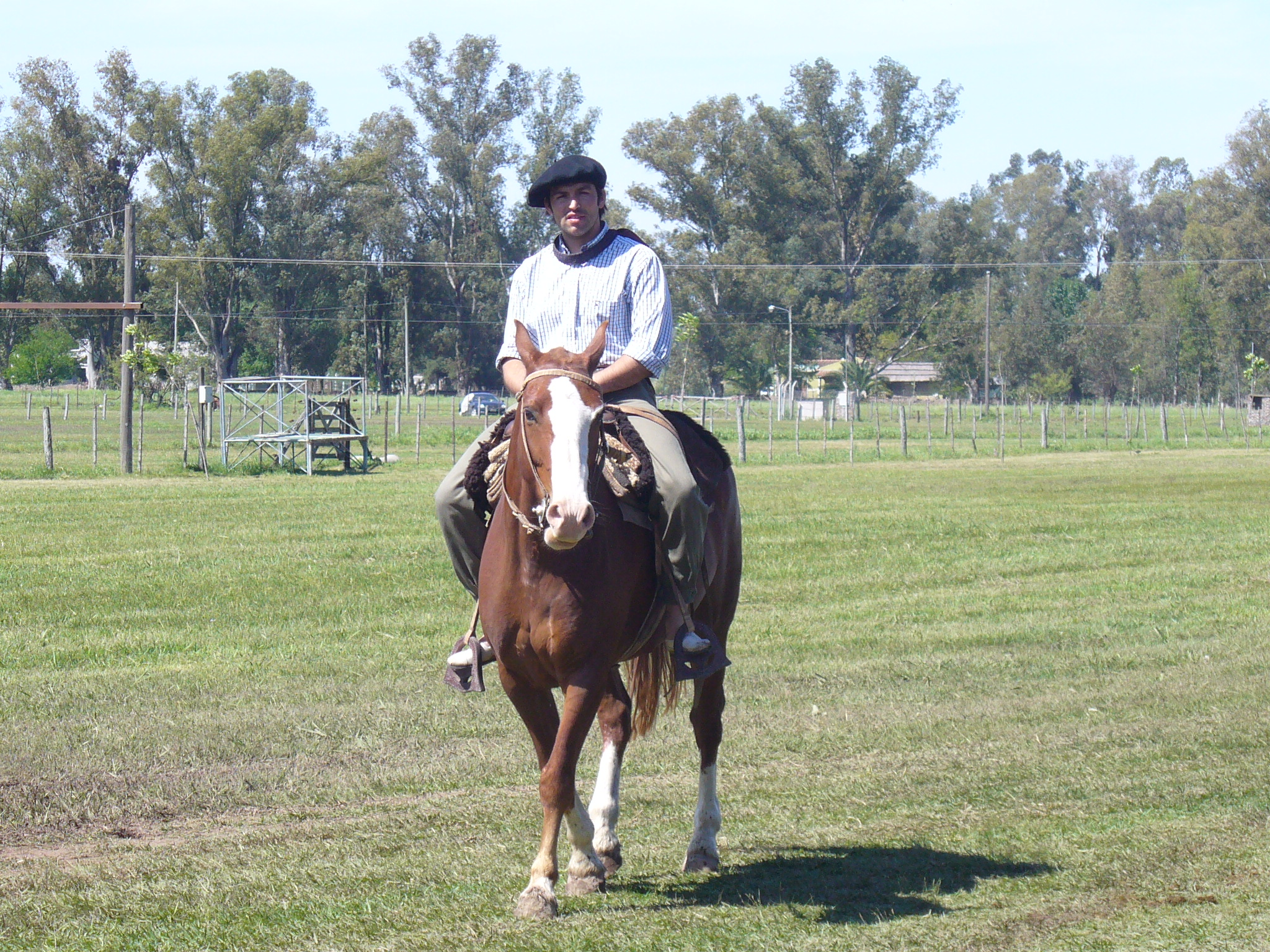
Argentyński Gaucho

Kultura i sztuka argentyńska są silnie zakorzenione w tradycji europejskiej. Ukształtowały się pod wpływem licznie przybyłych tu emigrantów z Europy. Elementy tych tradycji odzwierciedlają się w rzemiośle, muzyce i literaturze oraz w popularności niektórych sportów, np. piłki nożnej i polo. Inspiracje europejskie wyraźnie widać również w tutejszych specjałach kulinarnych. Wiele argentyńskich smakołyków wywodzi się bowiem z kuchni śródziemnomorskiej.
Najliczniejszym wyznaniem religijnym Argentyny jest katolicyzm. Jego wyznawanie deklaruje ponad 90% mieszkańców kraju. W Argentynie święta Bożego Narodzenia obchodzone są bardzo hucznie. Głównym i najważniejszym daniem jest pieczony prosiak, a dopiero o północy zaczynają się konsumowanie słodyczy, zabawa i tańce do samego rana. W tych harcach uczestniczą również dzieci. Tego dnia nie ma zwyczaju obdarowywania się prezentami, jest to praktykowane w dniu Trzech Króli – 6 stycznia.
Tradycyjnym tańcem w Argentynie jest tango, którego ojczyzną jest właśnie Argentyna. Niegdyś był to taniec wyłącznie najbiedniejszych z przedmieścia Buenos Aires. Był zakazany w wyższych sferach, gdyż uznawano go za niemoralny. Wywodzi się z niższych klas społecznych Buenos Aires i zawiera w sobie elementy kultur afrykańskiej i europejskiej (m.in. włoskiej, hiszpańskiej, polskiej, żydowskiej). Obecnie tango jest jednym z najpopularniejszych tańców latynoamerykańskich, należącym do klasyki światowej. Tango – zarówno taniec, jak i muzyka – są częścią światowego niematerialnego dziedzictwa kulturalnego ludzkości. Z Argentyny wywodzi się także yerba mate.
Istotnym elementem tradycji argentyńskiej są gauchos, czyli pasterze bydła odpowiadający północnoamerykańskiemu kowbojowi – pracujący na pampach, czyli trawiastych równinach Argentyny, Urugwaju i terenów południowej Brazylii. Dziś mówi się o dwóch typach gauchos: o gauchos z pampy i gauchos sierra (górskich), czyli rolnikach posiadających krowy. Gauchos to zwykle potomkowie rodzin polskich, szwedzkich, holenderskich i włoskich, a ich styl życia w niczym nie przypomina i nigdy nie przypominał stylu życia kowboja. W kulturze gauchos ważne są duma, indywidualizm i wolność. Zręczność i panowanie nad koniem są rdzeniem tożsamości gauchos. Ich kultura jest dla Argentyńczyków nie tylko ważna, a wręcz uważana za najautentyczniejszą; za narodową dumę. Jednymi z atrybutów gauchos w ikonografii i rycinach są mate lub guampa, czyli naczynia do picia yerba mate, bombilla i imbryk z ciepłą wodą.

### Sztuka, literatura i film

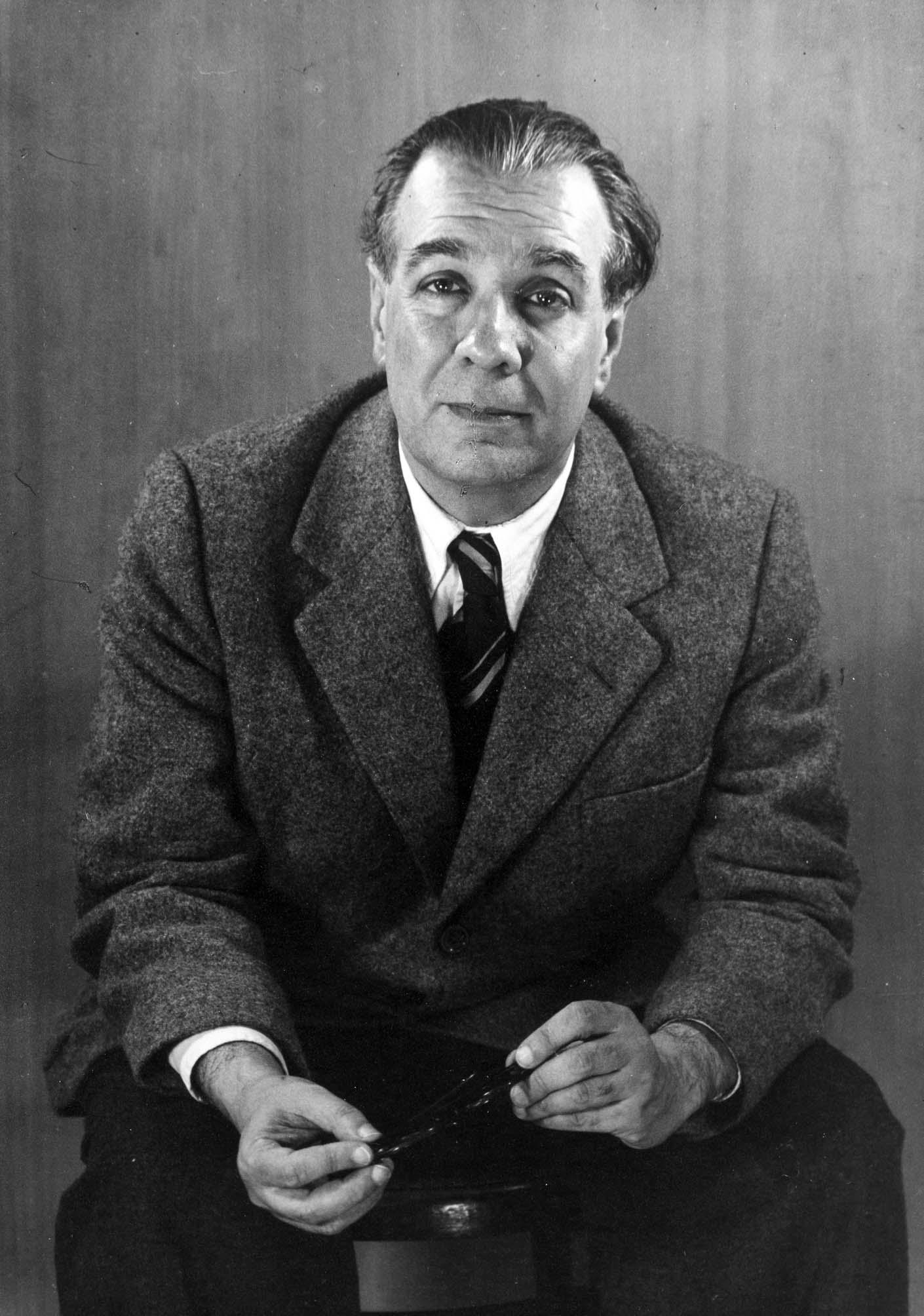
Jorge Luis Borges, jeden z najwybitniejszych pisarzy argentyńskich

W sztuce, zwłaszcza użytecznej, ujawniają się tendencje do monumentalizmu. Widoczny jest jednak zwrot ku awangardzie i ruchom antytradycjonalistycznym.
Wśród pisarzy argentyńskich międzynarodową sławę zdobyli m.in.: Julio Cortazar, Jorge Luis Borges, Ernesto Sábato, Manuel Puig, Osvaldo Soriano, Ricardo Güiraldes, Silvina Bullrich, Roberto Arlt czy Adolfo Bioy Casares, a wśród filmowców – Luis Puenzo, Juan José Campanella, Eliseo Subiela, Héctor Babenco i María Luisa Bemberg. Najważniejsi reżyserzy argentyńscy to z kolei: Fabián Bielinsky, Lucrecia Martel czy Gaspar Noé.

### Architektura
W budownictwie argentyńskim zaznaczają się wpływy architektury hiszpańskiej. Widoczne są one przede wszystkim w obiektach sakralnych, a także w domach mieszkalnych. Często są w nich znane z Hiszpanii patia, kolumnowe portyki, balkony i tarasy. W północno-zachodnim regionie kraju, w położonych w wąwozach Puny de Atacama wioskach indiańskich, zachowały się liczne, malownicze kościoły, cenne zabytki architektury kolonialnej z XVI–XVII wieku. W regionie tym znajdują się również ruiny starych twierdz Inków oraz miasta, które zachowały kolonialny plan zabudowy, takie jak Salta, San Salvador, San Miguel de Tucuman. W Córdobie, drugim co do wielkości mieście Argentyny, wśród licznych zabytków z czasów kolonialnych, zachował się gmach najstarszego uniwersytetu w Argentynie z 1616 roku.

### Obiekty z Listy Światowego Dziedzictwa UNESCO
źródło
- 1981 – Park Narodowy Los Glaciares
- 1983 – Misje jezuickie na obszarach zamieszkanych przez Guaranów: San Ignacio Mini, Santa Ana, Nuestra Señora de Loreto i Santa Maria Mayor (Argentyna), ruiny So Miguel das Missoes (Brazylia) – wspólnie z Brazylią
- 1984 – Park Narodowy Iguazu
- 1999 – Zespół sztuki naskalnej w Jaskini Rąk (La Cueva de las Manos), Rio Pinturas
- 1999 – Półwysep Valdés
- 2000 – Zespół jezuickich obiektów architektonicznych wraz z estancias, Córdoba
- 2000 – Parki Narodowe Ischigualasto-Talampaya
- 2003 – Dolina Quebrada de Humahuaca
- 2009 – Tango